# 院政期文化

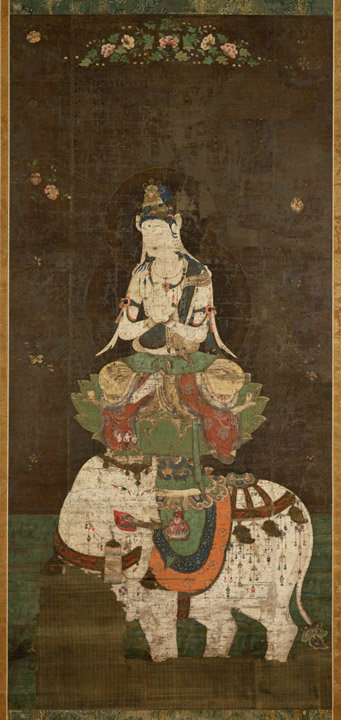
『普賢菩薩像』（東京国立博物館蔵）
普賢菩薩は法華経信者を守護するため白い象に乗って東方より現れると説かれていた。彩色や截金の美麗さに加え余白の情感が幻想的で優美だとされる。銀泥も素材の仲間入りをするが、酸化して黒ずんで見える。国宝。12世紀制作。

院政期文化（いんせいきぶんか）は、平安時代末葉の11世紀後半から、鎌倉幕府成立に至る12世紀末にかけての日本の文化。院政期は、退位した院（上皇）が、皇位を継承した天皇の父権を根拠として、権力や権威を獲得した時期であった。同時期は貴族の衰退と武士の伸長という過渡期であり、貴族と武家を対抗的に捉える向きもあったが、文化史や美術史などでは公武対抗的な見方に捉われない文化史の把握も提唱されている。文化面でも新しい動きがみられ、その特徴としては、王権の主体となった院が様々な文化的動向や事象に強く影響を与えたことや、田楽ややすらい花などに見られる庶民の姿が注目されている。

## 概要

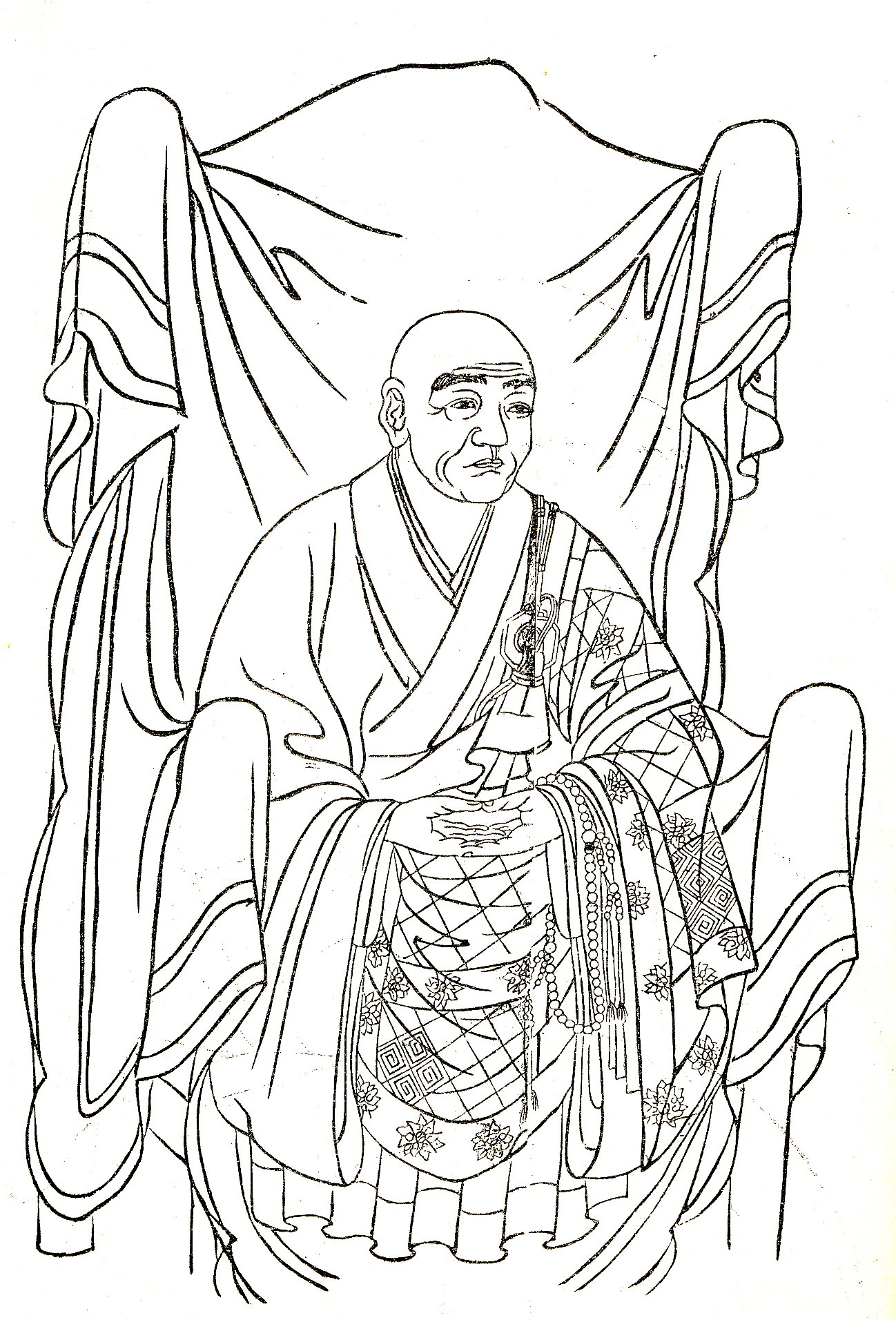
「皮聖」と呼ばれた平安時代中期の聖、行円

院政期は、治天の君による仏法の興隆政策などによって寺社の世俗化が大いに進展した時期であったが、その反面、この状況をきらって特定の寺院に属さない「聖」や「遁世僧」とよばれる僧位僧官制外の布教者があらわれ、とくに浄土教の教えを広めていった時期である。白河院の仏法重視などは、院政期の文化に多大な影響を与えた。
京と琵琶湖岸の要津坂本や東国とをつなぐ白河の地には六勝寺が建ち並び、北野神社とその周辺、さらにまた、多くの離宮が建てられた鳥羽周辺の京都南郊もまた宇治川や淀川と結びついて新たな都市的空間となりつつあった。当時の京都は、このように全体として新都市の様相を呈しており、そこでは王権の強化にともなう各種の美術品の創作がみられた。院は、古代国家の復活を願ったところから、その芸術には復古的な傾向がうかがわれ、離宮や御所の宝蔵には国内外の宝物が集められ、王権はさまざまな形で表現された。地方の文物はかつてないほど都に流入していったのである。
中央の文化も広く地方へ伝播していった。それはおもに奥州平泉の中尊寺金色堂、陸奥の白水阿弥陀堂、豊後の富貴寺大堂など、寺院建築の遺構にその傾向が顕著にうかがえる。また平清盛ゆかりの安芸の厳島神社も当時の地方の文化水準の高さを物語るように、日本各地で文化的中心地が誕生した。
貴族層の関心が、庶民や新興階級である武士に向かったのも院政期であった。それは、軍記物の執筆や説話集の編纂、また、新しい絵画ジャンルである絵巻物の画題などにもよくあらわれている。さらに、後白河法皇による『梁塵秘抄』の編纂や、芸能化され貴賤問わず大流行した田楽のように、貴族と様々な職能を持つ庶民の文化交流も広汎にみられた。その一方で『栄花物語』など懐古的傾向をもつ歴史物語もつくられた。和歌にも新傾向がみられ、『古今和歌集』以来の規範から脱却しようとする動きが登場する。
日本語の上でも平安中期とは違いが見られる。山田孝雄は平安時代のうちから院政期を分け、むしろ鎌倉時代と違いがないとし、「院政鎌倉時代」という言語上の時代区分を設け、それは現在広く受け入れられている。日本の国語教育の「古文」で教えられる古典文法の活用体系や係り結びの法則、47文字の仮名の区別は平安中期のものを基準としているが、院政期はこれらが崩れてくる時期ととらえられる。「お」と「を」の間に音韻上の区別がなくなったのも11世紀末頃と考えられている。
院政期文化は、貴族の文化的関心が都での現実生活から、地方、庶民、過去（歴史）へと向かう傾向が顕著であり、また、武士・庶民文化の萌芽もみられる点を大きな特色としている。

## 仏教の動向

### 末法思想の広がりと浄土教

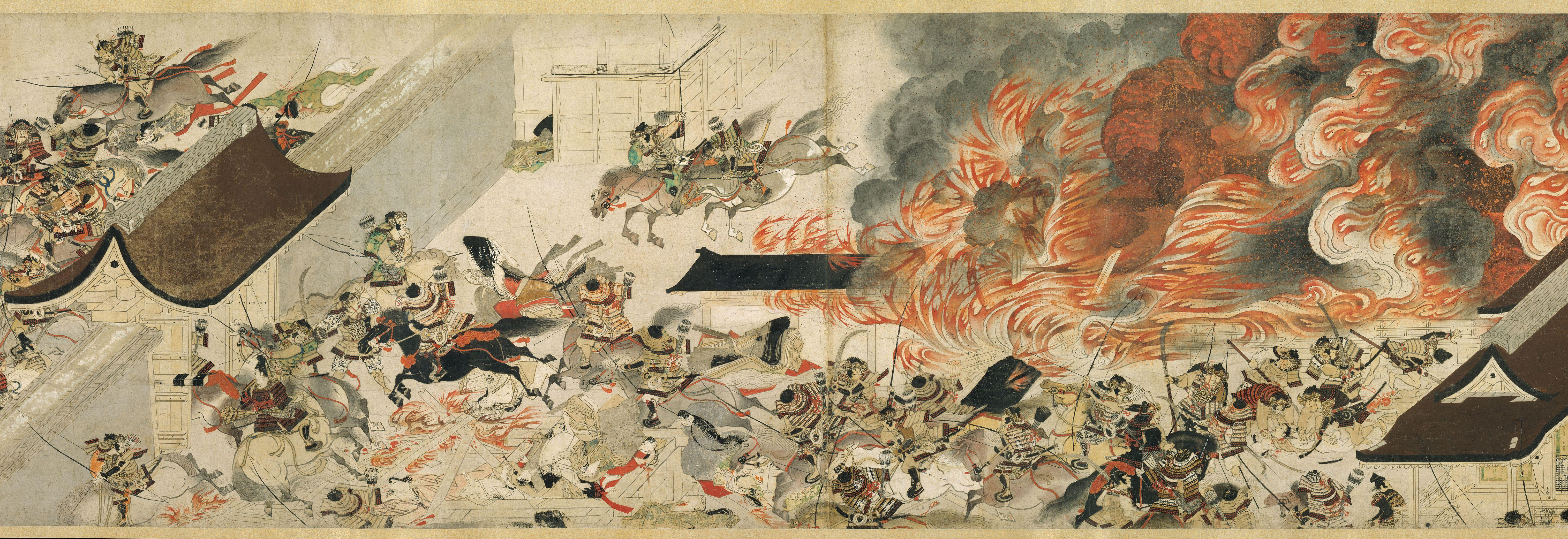
1159年に起こった平治の乱
ボストン美術館所蔵『平治物語絵巻』より

仏教では釈迦の没後を、正法・像法・末法の3時代に区分している。末法思想とは、こうした時代区分にもとづく仏法衰滅を説く宿命的歴史観であり、平安時代中葉には、日本仏教で正法・像法各千年説が有力となって永承7年（1052年）が末法の初年と考えられた。
当時、武士の台頭や僧兵の横暴、公家勢力の後退などによる社会不安、天変地異・疫病・火災などの自然災害を経験した人びとは、はっきりと末法を意識するようになり、無常観や厭世観がかき立てられていった。こうしたなか、それまでの顕密仏教は貴族から一般民衆までその信仰を広め、法成寺・法勝寺などの大寺院建立や国家的法会が盛んとなった。そのなかで西方極楽浄土への往生を願う浄土教も盛行し、顕密仏教と相互に進展、末法思想の流行に拍車をかけた。

### 経塚築造の普及
末法の時代が近づくにつれ、釈迦入滅後56億7000万年を経たのちに弥勒菩薩が地上に下って衆生を救済するという弥勒信仰が広まり、また、弥勒の再生に備えて経典を埋納して保存しようという人びとの思いはやがて経塚の築造という行為を生むにいたった。
現在知られる経塚の最古は、藤原道長が外面に願文を書き、なかに紺紙金字経を収めた銅製の経筒を大和の金峰山山頂に埋納した例とされており、経筒に寛弘4年（1007年）の紀年銘を有する。以後、経塚はさかんに造られるようになり、11世紀後半から12世紀全般にかけては全国各地でさかんに築造された。当初は弥勒信仰にもとづく仏典保存を目的としていたが、やがて極楽往生や現世利益などの動機も早い段階から複合していった。
なお、経を納める容器には、銅筒のほか陶製の壺や甕、竹製、石製の容器も用いられた。銅製の経筒には、円形の筒のほか、六角形や八角形の筒もあり、さらに石製の外容器をともなう場合があった。

### 三上皇の仏教保護政策

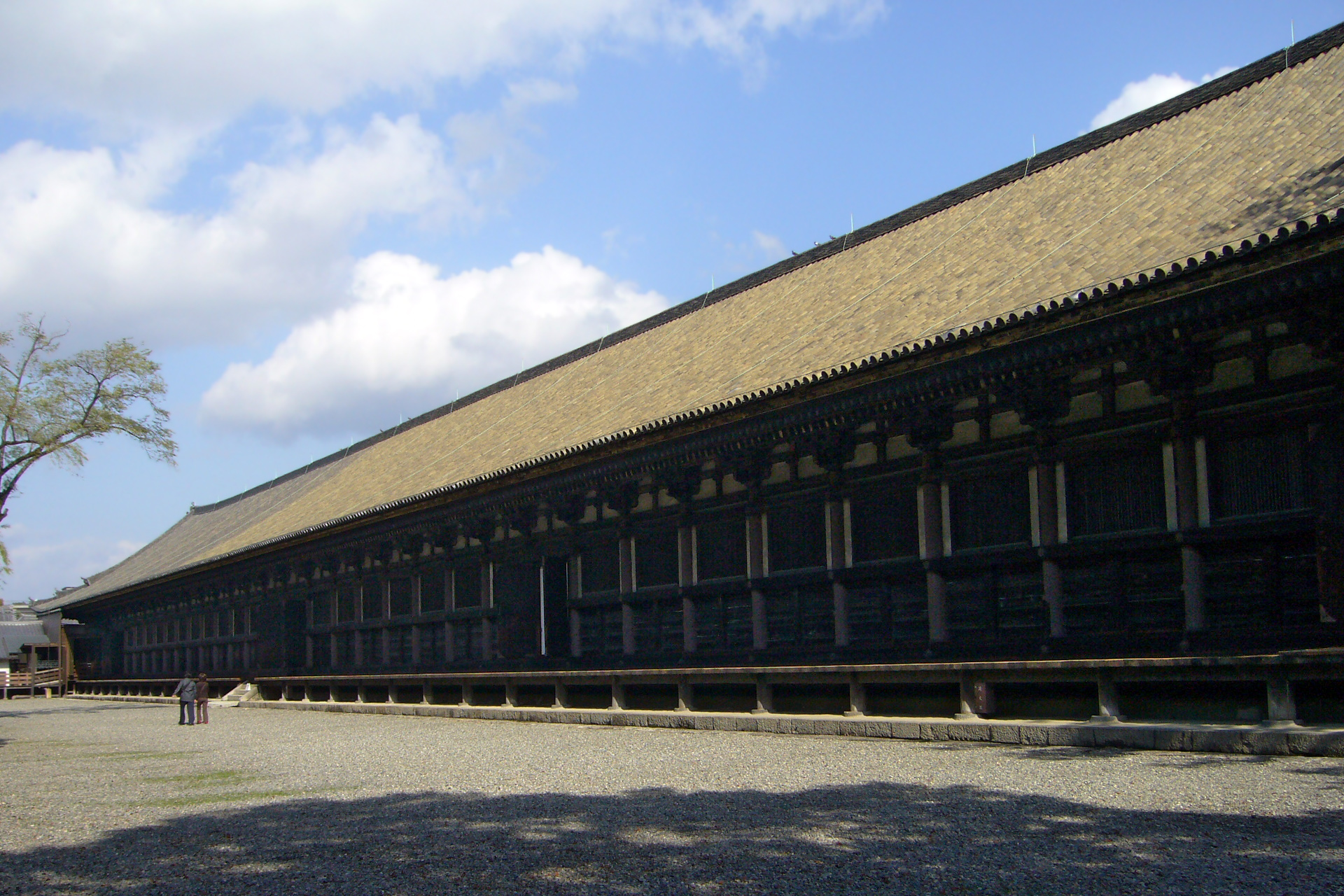
蓮華王院本堂（三十三間堂）

摂関期の天皇は二所宗廟とされた伊勢神宮と石清水八幡宮をはじめ、賀茂社や松尾社などの神社に奉幣したり行幸したりして権威を高めたが、院政期には白河、鳥羽、後白河の3上皇がみずから出家して法皇となり、仏教によって権威を高めた。白河天皇の建立した法勝寺をはじめとする六勝寺が鴨川の東、白河の地にあいついで造営された。また、洛南の鳥羽に多数建てられた阿弥陀堂はじめ数多くの堂塔や仏像がつくられて盛大な法会をひらき、しばしば紀伊へ熊野詣や高野詣を繰り返した。また、後白河法皇は平清盛とともに蓮華王院本堂をつくり、その宝蔵には古今東西の宝物や典籍をおさめた。

### 寺社の世俗化
院政期には、「南都北嶺」などの大寺院が上述のような仏教保護政策に乗じて、荘園領主として世俗権力化していった。大寺社の僧侶は、学問や修行を行った学侶・学生（がくしょう）・大衆（だいしゅ）・衆徒と呼ばれる層と、その下に位置し寺内の雑役などに従事した堂衆と呼ばれる人々で構成されていた。院政期は強訴によって自らの要求を押し通そうとする状況さえ生まれたが、その武力は堂衆が担った。また、「奈良法師」と称された南都と北嶺とはお互い激しく対立したが、天台座主をめぐっては山門派と寺門派が同じ天台宗のなかでその地位を競った。永保元年（1081年）以降は延暦寺の僧兵による園城寺焼き討ち事件が起こっている。
こうした寺社権力の世俗化に対し、人びとはかえってそこに末法を感じて内面的な救済を求めることも多かった。寺社に属さない僧侶である聖の教えが広く普及する背景がそこにあった。

### 神仏習合の新展開
仏教による護国思想がいきわたるなかで、神は仏の化身であるという本地垂迹説がいっそう広がった。賀茂社や春日社などに仏塔が建てられたのも12世紀のことであった。
藤原氏の氏神である春日社は、神仏習合の進展により、氏寺である興福寺と一体のものとなっていった。11世紀末から興福寺衆徒らによる強訴がしばしば行われるようになったが、寛治7年（1093年）以降、春日社の神霊を移した神木（榊）を奉じて上洛する「神木動座」もたびたび行われた。一方、延暦寺の僧兵たちが日吉社の神輿を奉じて強訴する「神輿動座」の動きは嘉保2年（1095年）にはじまった。
修験道はいっそうさかんとなった。紀伊の熊野三山はじめ、大和国の葛城山・金峰山・大峰山、出羽国の出羽三山などは特にその中心として、修験の活動の場となった。

### 聖たちの活躍

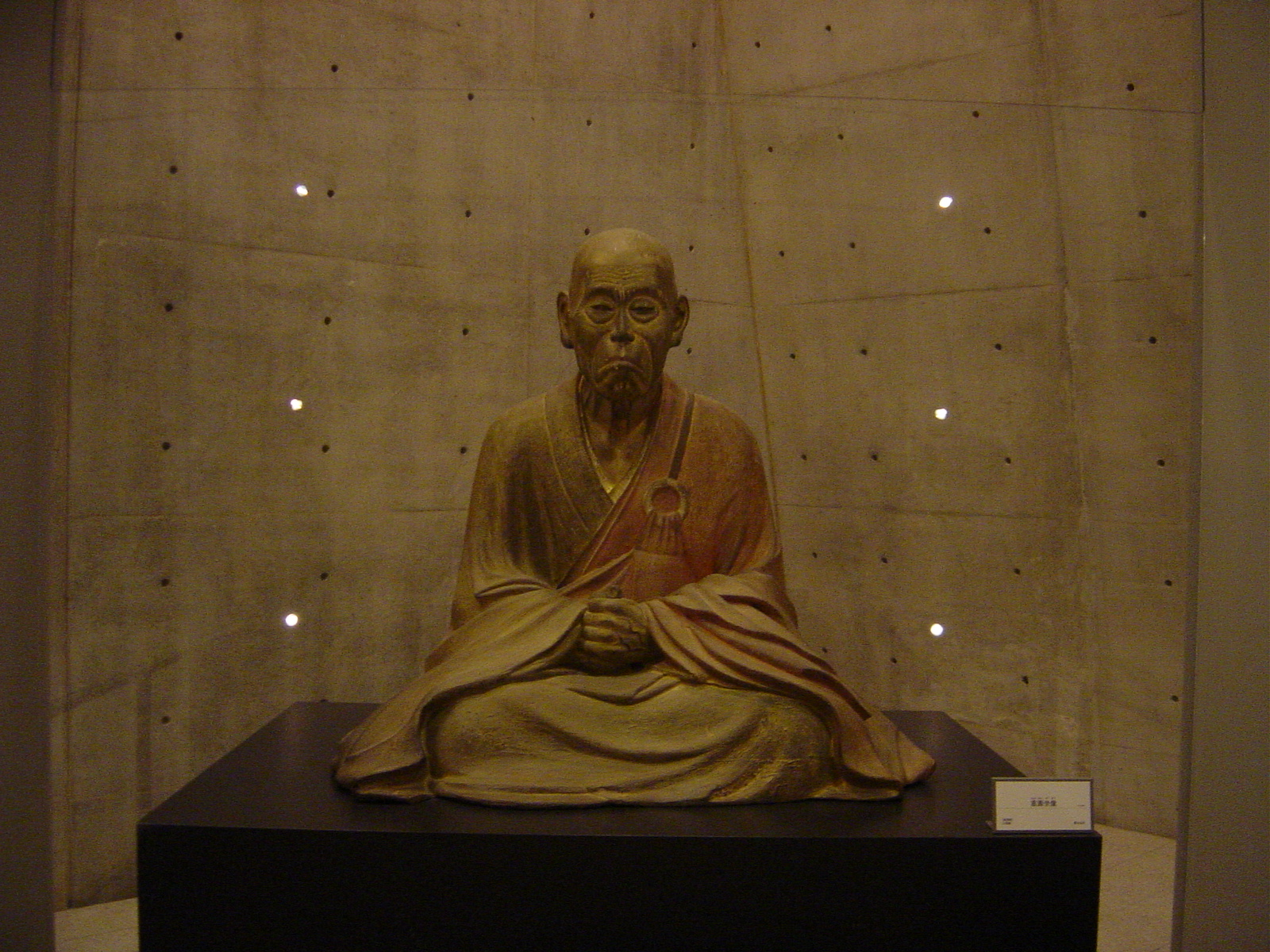
高野聖出身で鎌倉時代初期に活躍した重源

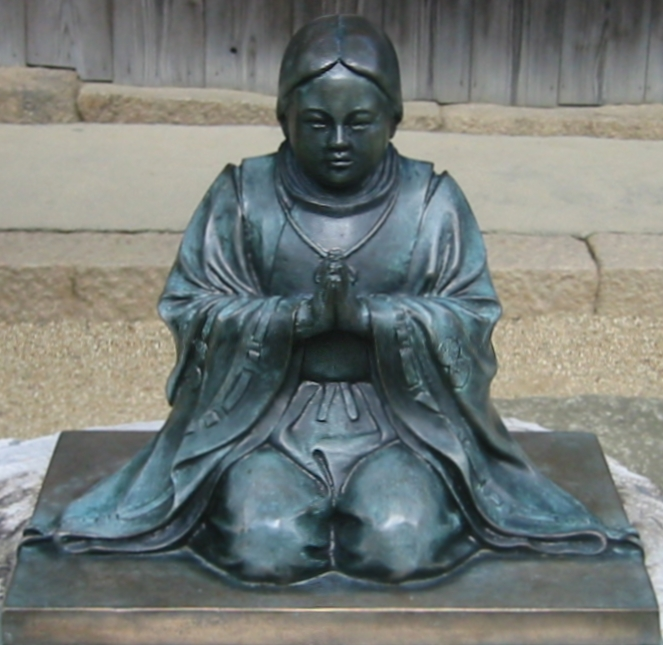
法然上人

末法思想は多くの貴族の心を深くとらえ、阿弥陀堂が各地に造営されたが、こうした浄土教の普及に力があったのは、むしろ既成の教団や寺院から離れ、山林に入り、あるいは遍歴して独自の活動を展開した聖や遁世僧とよばれた求道者であった。
聖は、寺院において学問をむねとする学徒に対し、寺院経済を支える禅徒の立場にあり、既成の寺院から離れて別所と呼ばれる地をその活動拠点とすることが多かった。そのなかで高野山を別所としたのが高野聖である。
聖たちは、山林修行や諸国遊行を主としながらも造寺・造塔、写経、供養、鋳鐘、架橋や道路・港湾建設の勧進などの多彩な活動を通じて、民衆からの尊崇と支持を獲得していった。

### 浄土教の広がり
それまでの加持祈祷や学問中心の仏教から、内面的な深まりを持ちながら、庶民など広い階層を対象とする新しい仏教への変化が胎動していった。
顕密仏教は、念仏による往生を説き、悪人往生論・女人成仏論は専修念仏に先行して庶民層まで広がっていた。はじめ天台宗の教学を学んだ法然は、承安5年（1175年）、もっぱら阿弥陀仏の誓いを信じ「南無阿弥陀仏」と念仏を唱えれば、死後は平等に往生できるという専修念仏の教えを説き、のちに浄土宗の開祖とあおがれていわゆる鎌倉新仏教の嚆矢とされた。
法然の教えは摂関家の九条兼実ら中央の貴族をはじめ、地方の武士や庶民にまで広まった。その弟子は、浄土真宗を開いた親鸞はじめ、きわめて多きにわたっている。

## 建築

### 阿弥陀堂建築
浄土教の全国的な広がりを端的に示すものに、阿弥陀堂建築がある。阿弥陀堂とは、その名のとおり阿弥陀仏を安置する仏堂で、摂関時代以降にさかんにつくられた。一般的な形式は「一間四面堂」と称される、方三間から五間の方形の堂で、中央の方一間に阿弥陀如来を安置し、その周囲に庇をめぐらすタイプで中尊寺金色堂はじめ白水阿弥陀堂、富貴寺大堂など全国各地で多数つくられた。鳳凰堂タイプは『阿弥陀浄土変相図』に描かれた極楽宮殿を模した建築で摂関期の平等院鳳凰堂のほか、藤原秀衡が平泉に創建した無量光院にも同様の仏堂が建てられた。いま一つは、九体阿弥陀像を安置する長方形の「九躰堂」であり、浄瑠璃寺本堂が唯一の遺構である。なお、院政期において、国風文化期に中央で開花した阿弥陀堂建築が地方へ伝わり、貴族文化を地方在地領主が受け止め、消化した。これらの背景として浄土教の広がり、また地方反乱鎮圧のための押領使などの地方遠征などが挙げられる。

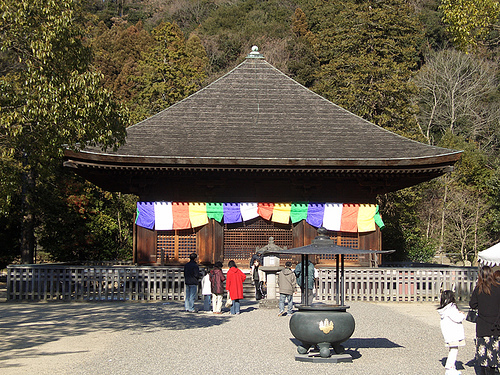
白水阿弥陀堂

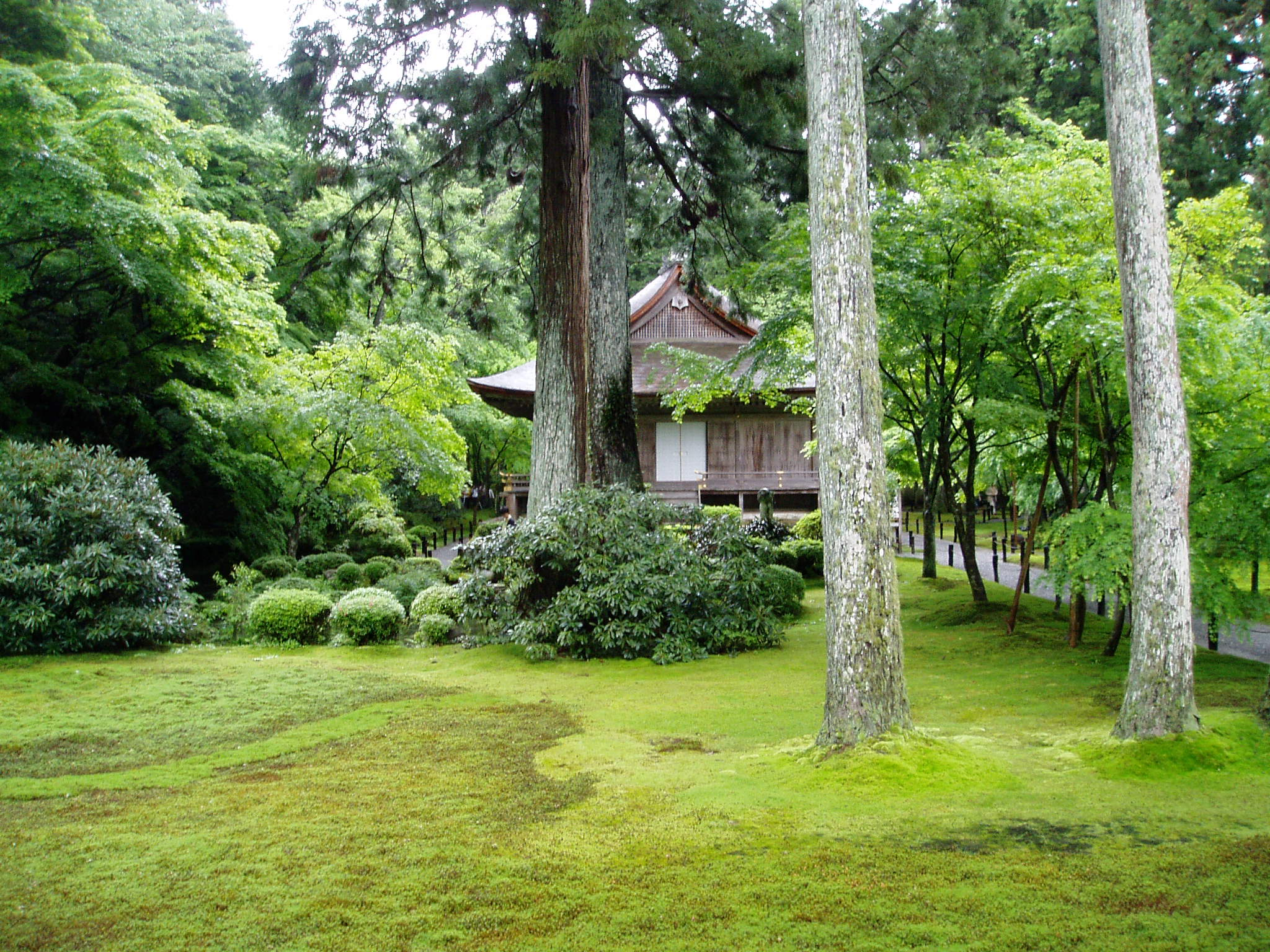
往生極楽院（三千院本堂）

中尊寺金色堂（岩手県平泉町、国宝）
中尊寺に所在する、奥州藤原氏三代の栄華を示す方三間の阿弥陀堂建築であり、「光堂」(ひかりどう)とも称する。単層、宝形造で、阿弥陀堂に墓堂を兼ねている。堂内の装飾に黒漆をぬり、螺鈿をちりばめ、金箔をはったのでこの名がある。藤原清衡が天治元年（1124年）に創建したもので、須弥壇の下には清衡・基衡・秀衡のミイラ化した遺骸を納めている。平泉には他に、2代基衡の建てた毛越寺境内遺跡、基衡の妻の建てた観自在王院跡などが遺跡としてのこっている。
白水阿弥陀堂（福島県いわき市、国宝）
正式には願成寺阿弥陀堂。土地の豪族岩城則道の夫人徳尼（藤原秀衡の妹）が夫の菩提を弔うため、永暦元年（1160年）に建立した阿弥陀堂で、単層、三間四方の宝形造である。北・東・西の三方は山に囲まれ、南側前面の浄土庭園は広大な苑池をともない、建築を取り巻く環境が見事で、考古資料としての価値も高い。白水の名は平泉の「泉」の字を二分してつけられた。
富貴寺大堂（大分県豊後高田市、国宝）
豊後の豪族の修復になる方三間の阿弥陀堂建築で、保元3年（1158年）ころ創建された、現存する九州最古の木造建築物である。堂内には定朝様の阿弥陀仏が安置され、壁や柱には華麗な来迎図が描かれている。富貴寺阿弥陀堂とも。九州唯一の阿弥陀堂の遺構である。
往生極楽院（京都市左京区、重要文化財）
三千院境内に建つ。高松中納言藤原実衡の妻である真如房尼が亡き夫の菩提のために大原に建立した阿弥陀堂で、久安4年（1148年）の建立である。浄土教の建築としても独特の内部空間をもっている。本来は三千院とは別の寺院であった。
浄瑠璃寺本堂（京都市木津川市、国宝）
嘉承2年（1107年）に建立された九躰堂で、9体の阿弥陀如来像を横一列に配置するため横に細長い形状となっている。緑濃い山中に営まれた境内には池を中心とした浄土庭園があり、本堂と三重塔が当時の遺構として今日まで伝わっている。この堂は、当時京都を中心に多数建立された九体阿弥陀堂として唯一残った遺構として貴重である。
なお、国風文化においての阿弥陀堂建築としては以下のものが挙げられる。
無量寿院
浄土教の流行を反映した阿弥陀堂建築の登場から、藤原道長は無量寿院を建立した。この寺は、金堂を拡充したときに、法成寺と称された。この寺の九体堂にちなんで藤原道長は「御堂関白」と呼ばれるようになった。
平等院鳳凰堂(京都市宇治市)
藤原頼通が父道長より伝領された別荘の宇治院を末法初年に寺院に改め、翌年に阿弥陀堂を建立した。これが平等院鳳凰堂である。頼通が「宇治殿」と呼ばれたのはこの所以である。阿弥陀堂は中堂、左右の翼部、尾廊からなり、棟に金銅の鳳凰をあげている。また建築全体の形状が翼を広げた鳥の姿を思わせることから、江戸時代以降鳳凰堂の名で呼ばれるようになった。
醍醐寺五重塔（951年、国宝）
承平元年（931年）醍醐天皇の冥福を祈り、子の朱雀天皇が建立を開始し、村上天皇が即位した後の天暦5年（951年）に完成した。内部の壁に両界曼荼羅や真言八祖像が描かれていることで有名であり、これが日本密教絵画の源流をなすとも言われている。
法界寺阿弥陀堂
日野資業が建立。個人としては方三間の比較的小さい形式が主流だったにもかかわらず、法界寺阿弥陀堂では阿弥陀像を五体設置しており、方五間の身舎の周りに庇状の吹放ちの裳階を付けていた。
白水阿弥陀堂（福島県）、富貴寺大堂（大分県）
これらはともに、宇治の平等院鳳凰堂とともに「三大阿弥陀堂」と称されることがある。

### 他の仏教建築
斜面や崖に張り出して造られ、床の一部が長い柱で支えられた建物を懸造と呼び、江戸時代初期の清水寺本堂が有名であるが、この特異な形式が生まれるにあたっては神仏習合、なかでも山岳仏教より生まれた修験道の影響が甚大である。院政期にあっては、三仏寺投入堂がことに著名である。
蓮華王院本堂（通称三十三間堂）は横に長く、千一体の千手観音像を安置したもので、阿弥陀堂ではないが大型化した九躰堂タイプと見なしてよい。

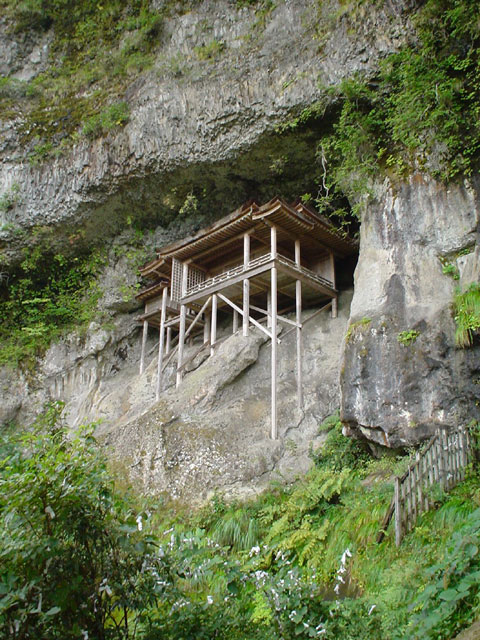
三仏寺投入堂

三仏寺奥院（鳥取県三朝町、国宝）
三仏寺投入堂ないし三仏寺蔵王堂として知られる。11世紀後半から12世紀ころに建造された天台宗三仏寺の奥の院にあたり、断崖のくぼみのなかに足場を組んだ懸造の小規模な堂である。中国山地につらなる三徳山山腹の岩窟内に位置し、従前より修験道の祖とされる役小角（役の行者）が、空中から建築資材を投げ入れて造ったと伝承されてきたため、「投入堂」の呼称がある。堂内には修験の生んだ日本独自の尊像である蔵王権現を祀っていた。
蓮華王院本堂（三十三間堂）（京都市東山区、国宝）
平治の乱ののち、平清盛は後白河上皇の信任を得て、法住寺御所の近くに蓮華王院を造営し、その本堂（三十三間堂）に千一体の千手観音像を安置するとともに宝蔵には古今東西の宝物を納めた。ここには、多くの絵巻物の制作や今様の蒐集など芸能の中心に立ち続けた後白河法皇の膨大なコレクションも納められていた。
當麻寺本堂（奈良県葛城市、国宝）
當麻寺曼荼羅堂とも。寄棟造、本瓦葺。棟木の墨書銘から永暦2年（1161年）の建造であることが判明した（ただし、それ以前の前身堂の様式も伝えている）。『当麻曼荼羅』を祀っている。
鶴林寺太子堂（兵庫県加古川市、国宝）
鶴林寺は聖徳太子創建と伝えられる天台宗寺院であり、太子堂は当初法華堂として建造された。宝形造の檜皮葺で、屋根板の墨書より天永3年（1112年）の建造であることが判明した。念仏三昧を修する常行堂も平安時代末期の建造とみられ、重要文化財に指定されている。

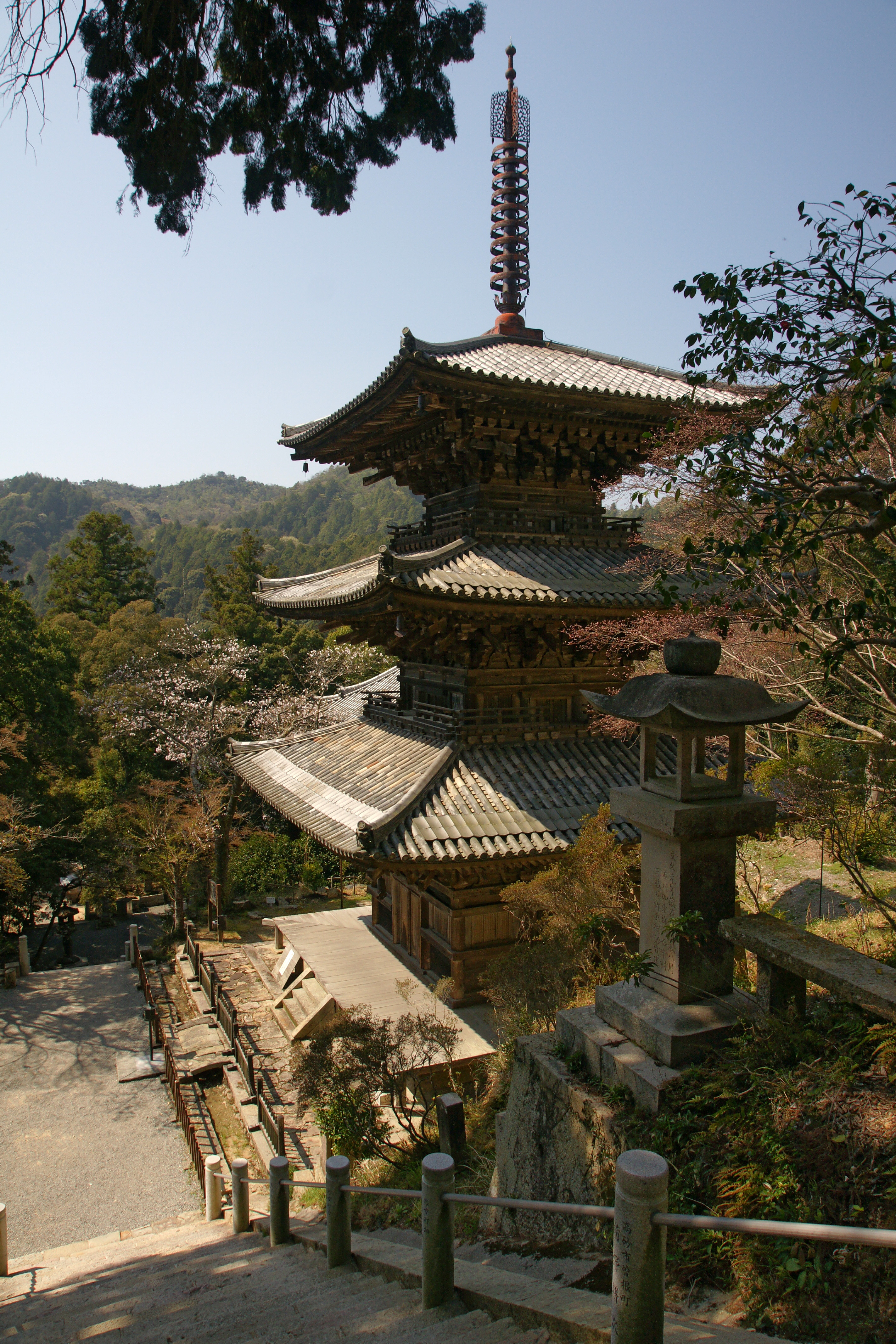
一乗寺三重塔

平安時代の塔建築では、最初に宝塔や大塔といった新形式の導入がみられたが、現存する遺構は層塔形式のみである。層塔建築では、従来は心柱を地下もしくは地上に据えていたものが、浄瑠璃寺三重塔・一乗寺三重塔以降の三重塔では、心柱はすべて初重天井上の梁から立つようになる。これは初重の内部空間を広く使うためと考えられる。
浄瑠璃寺三重塔（京都府木津川市、国宝）
浄瑠璃寺は、山城・大和の境をなす山中にあり、上述「九体阿弥陀堂」で知られている。三重塔は治承2年（1178年）に京都の一条大宮から現在地に移されたもので、三間三重塔婆、檜皮葺で、本堂と池をはさんで建っている。初層内は扉の釈迦八相、四隅の十六羅漢図などが装飾文様とともに壁面を埋めている。
一乗寺三重塔（兵庫県加西市、国宝）
一乗寺は播磨国北東の山間部に所在し、多くの堂塔が重要文化財に指定されている。三重塔は、頂部の伏鉢（ふくばち）の銘より承安元年（1171年）の建造であることが判明した。心柱が初層の天井裏で止まり、板床となるその上には中央方一間に仏壇を構えており、四面に縁をめぐらした平面の形状および構造は鎌倉期以降の三間仏堂を思わせる。これは、平安中期までにはみられなかった特色である。

### 神社建築

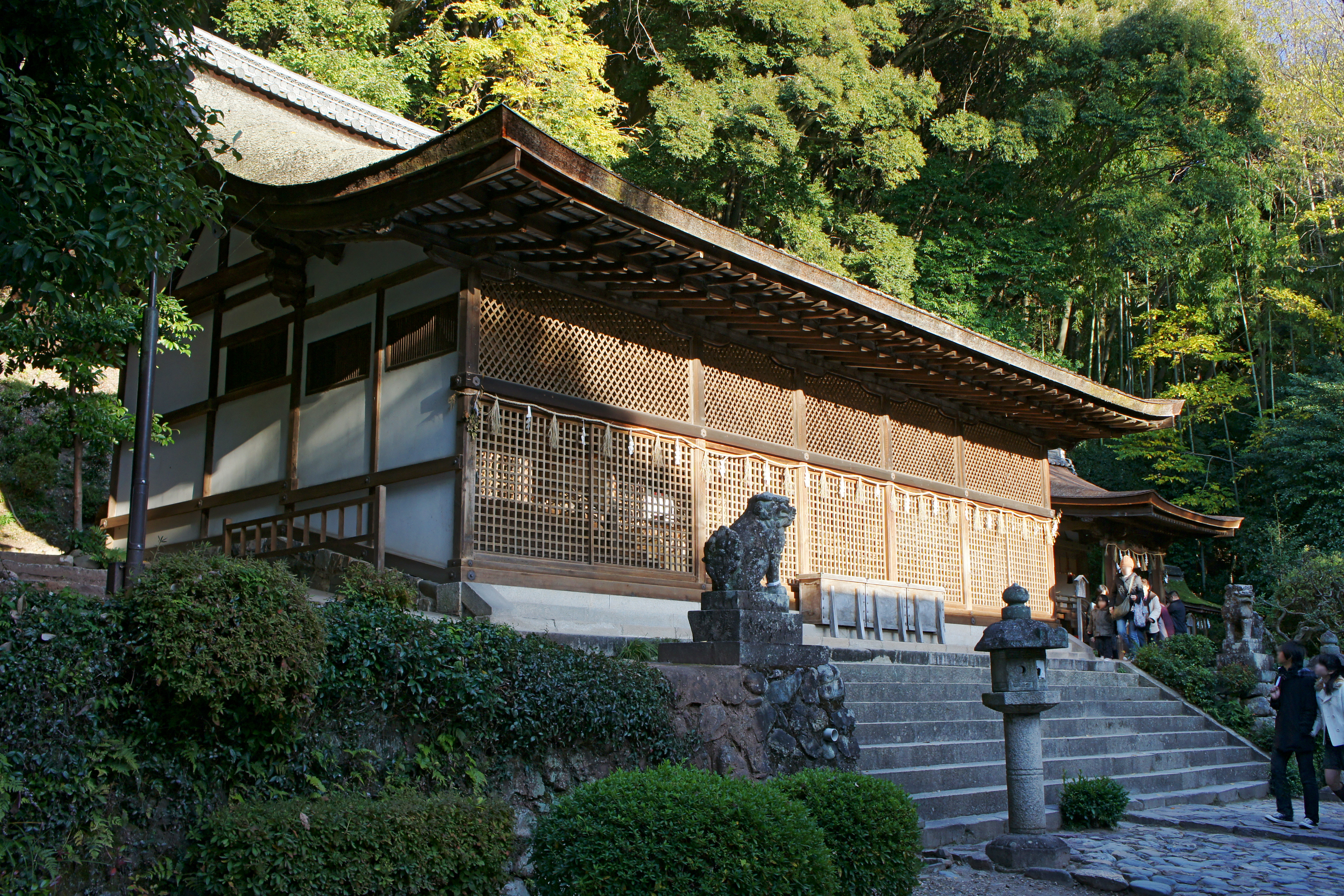
宇治上神社本殿

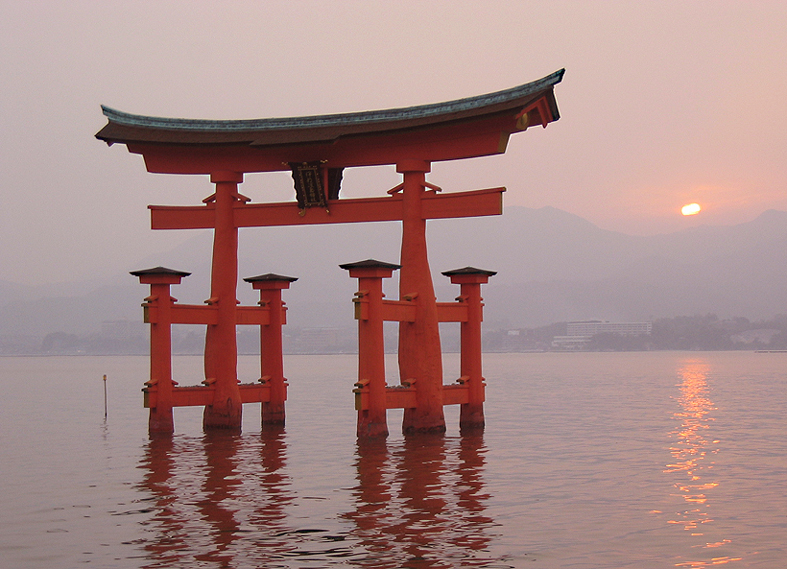
厳島神社の鳥居

現存する平安時代以前の神社建築には、上述した山岳宗教の遺構「三仏寺投入堂」と宇治上神社本殿があるのみである。
宇治上神社本殿（京都府宇治市、国宝）
流造・檜皮葺、身舎の前方に庇を付けて前側の流れを長くした形式である流造によって建造されている。平等院と密接な関係にある神社である。建築材の年輪年代測定によって、康平3年（1060年）ころに建造されたことが判明した、現存する最古の神社建築である。
厳島神社社殿（広島県廿日市市、国宝）
安芸国の一の宮であり、市杵島姫命（いちきしまひめみこと）を祀り、航海の守護神とされた。安芸守だった平清盛の崇敬を受け、院政期には平氏一門の氏神のように遇され、長寛2年（1164年）には『平家納経』全33巻が納められた。中心となる両流造の社殿は後世に再建されたものだが、平氏の時代の様式を残しており、現在のように満潮時には拝殿下まで海水が入る特殊な建築様式で構え直されたものである。潮が満ちると社殿や鳥居が海中に浮かぶ景観は美しく、国の特別名勝にも指定され、「宮島」とも称されて日本三景のひとつとして名高い。1996年（平成8年）、世界遺産のなかの文化遺産に登録された。
なお、神社建築様式のうえでは、今日、流造とともに神社本殿の普遍的な形式となっている春日造が奈良時代末期には既に成立していたとみられる。春日造は、切妻造・妻入で、やはり身舎の正面に庇を付けた春日社本殿にみられる形式で、庇を疎垂木（まばらだるき）として身舎より軽く扱う庇本来のあり方を示す。この形式は、定期造替ののちの旧殿分与によってその後畿内各地に広がったとみられる。
また、春日造の一種とみられる隅木入春日造（熊野造）は、熊野信仰の伝播により中世以降、日本全国に広まった。

## 庭園

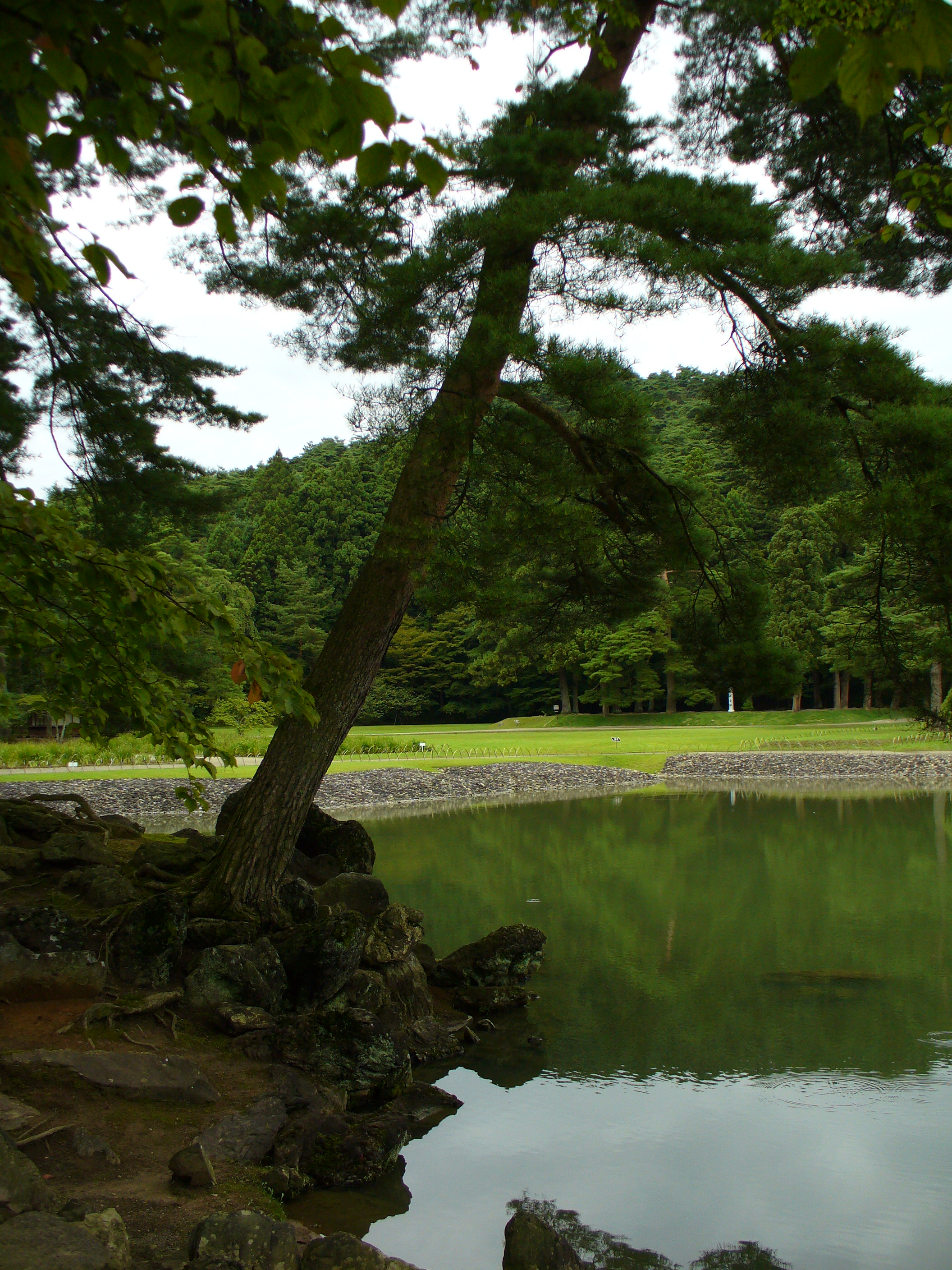
「毛越寺浄土庭園」
大泉が池の築山

庭園としては、浄土教の広まりとともに、上述した白水阿弥陀堂境域はじめ浄土庭園に特筆すべきものが多い。
なかでも、奥州藤原氏2代目当主の藤原基衡が久安6年（1150年）から久寿3年（1156年）にかけて大規模な伽藍を建立したことで知られる毛越寺は、基衡夫妻およびその子秀衡によって整備され、壮麗な堂塔禅坊を誇り、往時の規模は中尊寺を上まわるほどであったが、嘉禄2年（1226年）の火災、さらには天正元年（1573年）に兵火により焼失してしまった。
しかし、見事な浄土庭園を今日に伝えており、苑池も橋脚をのこして中島・庭石については旧態をよく示しており、「曲水の宴」が行われたといわれる遣水は平安時代の遺構としては日本唯一のものとして学術上の価値も高いことから、「毛越寺浄土庭園」として国の特別史跡および特別名勝に指定されている。 
毛越寺に関しては、基衡が本尊の薬師如来像の制作を莫大な礼物をもって京在住の仏師運慶に依頼したことが知られており、その見事な出来栄えに驚嘆した鳥羽法皇が奥州下りを禁じたという逸話ものこっている。

## 彫刻

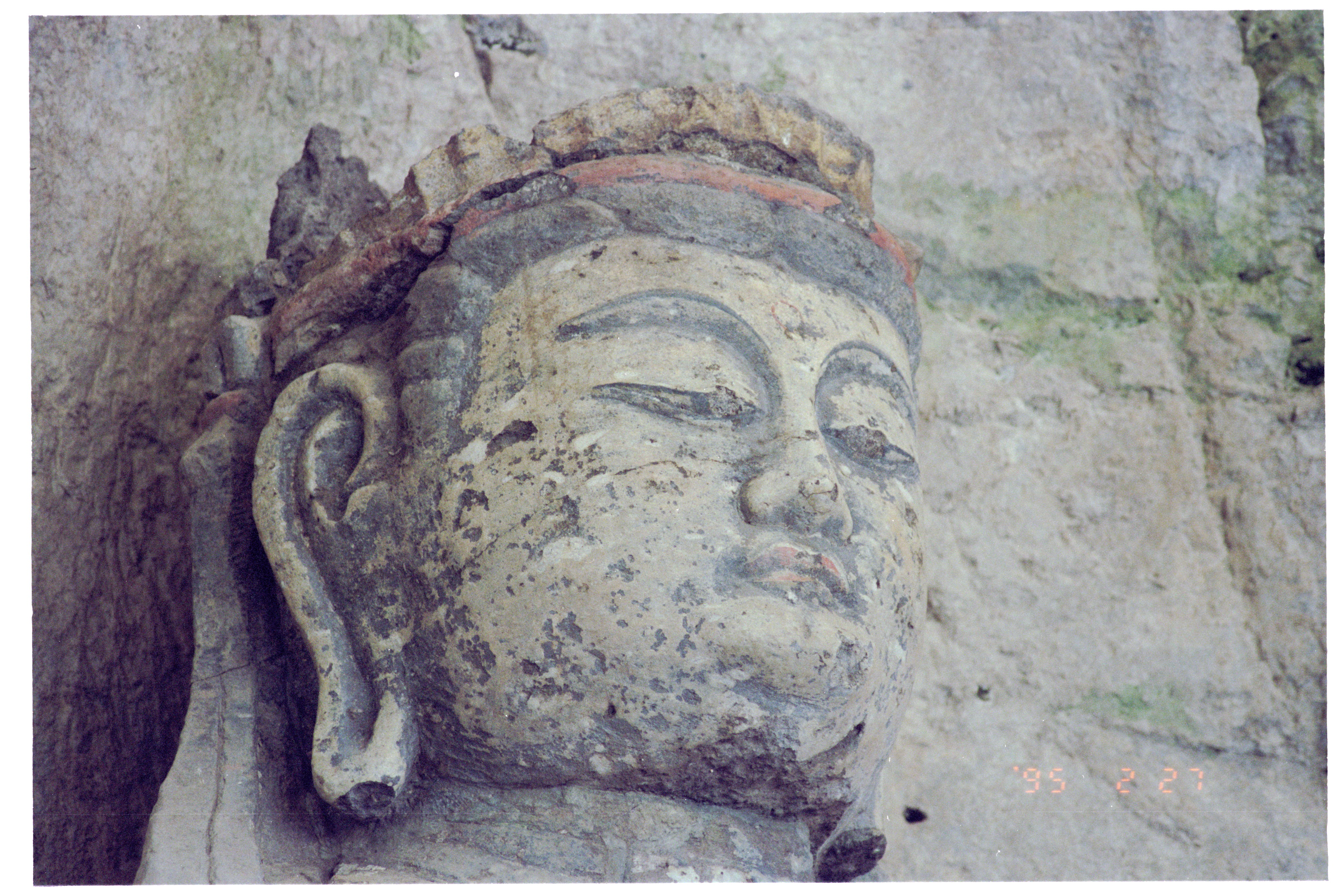
臼杵磨崖仏「大日如来」（古園石仏群）

院政期の彫刻の主流は、院派（院の字が付く仏師が続いたため）・円派（円の字が付く仏師が多くいた）・奈良仏師（慶派）の三派であった。院派と円派は主に京都の貴族層の依頼を受け造仏していたのに対し、奈良仏師は地方からの依頼にも答えていた。院政後期には、仏師が仏像に製作者として自身の名を銘記するなど、造像銘記の慣習も現れてくる。
中尊寺一字金輪像（岩手県平泉町、重要文化財）
嘉応2年（1170年）頃に制作された寄木造、玉眼の仏像で、大日如来の説いた真言の一字を人格化した仏である。別名一字金輪仏頂。像高は75センチメートルで、智拳印を結んでいる。俗に「人肌大日」とも呼称される。
臼杵の石仏群（大分県臼杵市、国宝）
凝灰岩に刻まれた62体の磨崖仏が谷をめぐって4箇所に広がっており、大半が11世紀から12世紀にかけて刻まれた、日本の代表的な石仏群である。その作風から円派仏師が制作したと推定される。
伝乗寺真木大堂仏像（大分県豊後高田市、重要文化財）
六郷満山のひとつである馬城山伝乗寺にある仏像群で、木造阿弥陀如来坐像、四天王像など9体が現存している。
蓮華王院千手観音像（京都市東山区、重要文化財）
等身大の千手観音立像が1,001体ならぶ。各像は頭上に11の顔をもち、42手をもつ通形であり、寄木造で漆箔が施されている。124体が平安末期のもので、のこりは鎌倉時代にはいって16年かけて再興された像である。本尊（中尊）の丈六の千手観音坐像（国宝）は像高3メートル余で鎌倉時代の制作である。
浄瑠璃寺九体阿弥陀如来像（京都府木津川市、国宝）
現存する唯一の九体仏であり、下品下生、下品中生、下品上生から上品上生に至るまで九つの往生の段階があるという「九品往生」の考えから、九体の如来をまつった。中尊は丈六像で来迎印、他の八体は半丈六像で定印を結んでいる。いずれも寄木造で漆箔が施されている。
往生極楽院阿弥陀如来像・両脇侍像（京都市左京区、国宝）
三千院境内にある往生極楽院の本尊で、阿弥陀如来像は来迎印を結び、観世音菩薩、勢至菩薩を脇侍とする阿弥陀三尊坐像である。両脇侍像が跪座している点が特徴であり、勢至菩薩像内の銘文から久安4年（1148年）作であることが判明した。12世紀前半の定朝様式に属する。
円成寺大日如来坐像（奈良県奈良市、国宝）
奈良仏師運慶の現存する最古の作品である。台座の銘によって安元2年（1176年）の制作であることがわかる。像高約99センチメートルの寄木造で智拳印を結んでおり、漆箔で仕上げている。均整の取れた引き締まった体躯表現や張りのある表情に運慶の力量がよくあらわれている。
他にこの時代の代表作として下記が挙げられる。
- 東京・大倉集古館 普賢菩薩騎象像（国宝）
- 京都・峰定寺 千手観音坐像、不動明王二童子立像、毘沙門天立像（各重要文化財）久寿元年（1154年）
- 京都・大覚寺 五大明王像（重要文化財）安元2年（1176年）明円作
- 京都・法金剛院 阿弥陀如来坐像（重要文化財）大治5年（1130年）頃
- 奈良・興福寺 板彫十二神将立像（国宝）
- 鳥取・大山寺 木造阿弥陀如来及び両脇侍像（重要文化財） 天承元年（1131年）良円作

## 絵画

### 絵巻物
絵画では、物語や説話を題材に、詞書（ことばがき）を織り交ぜながら場面を展開していく絵巻物という独自の手法があみだされて隆盛した。基本的に大和絵の手法によって描かれた絵と詞書とを交互につらね、異時同図法によってあたかも映画を見るようにつぎつぎに展開する画面の連続は、世界の絵画史においても他にほとんど類例をみないきわめて日本的な形態である。
宮廷美術は、遊蕩的な院と過差否定を基調とした天皇、二つの中心が入り混じり展開していった。この潮流により、世俗画の様式として彩色豊かな絵画と、一方で白描の質素な絵画も作られるようになる。四大絵巻と呼ばれる「源氏物語絵巻」「信貴山縁起絵巻」「伴大納言絵巻」「鳥獣人物戯画」は、こうした院政期の文化潮流を背景に誕生した。

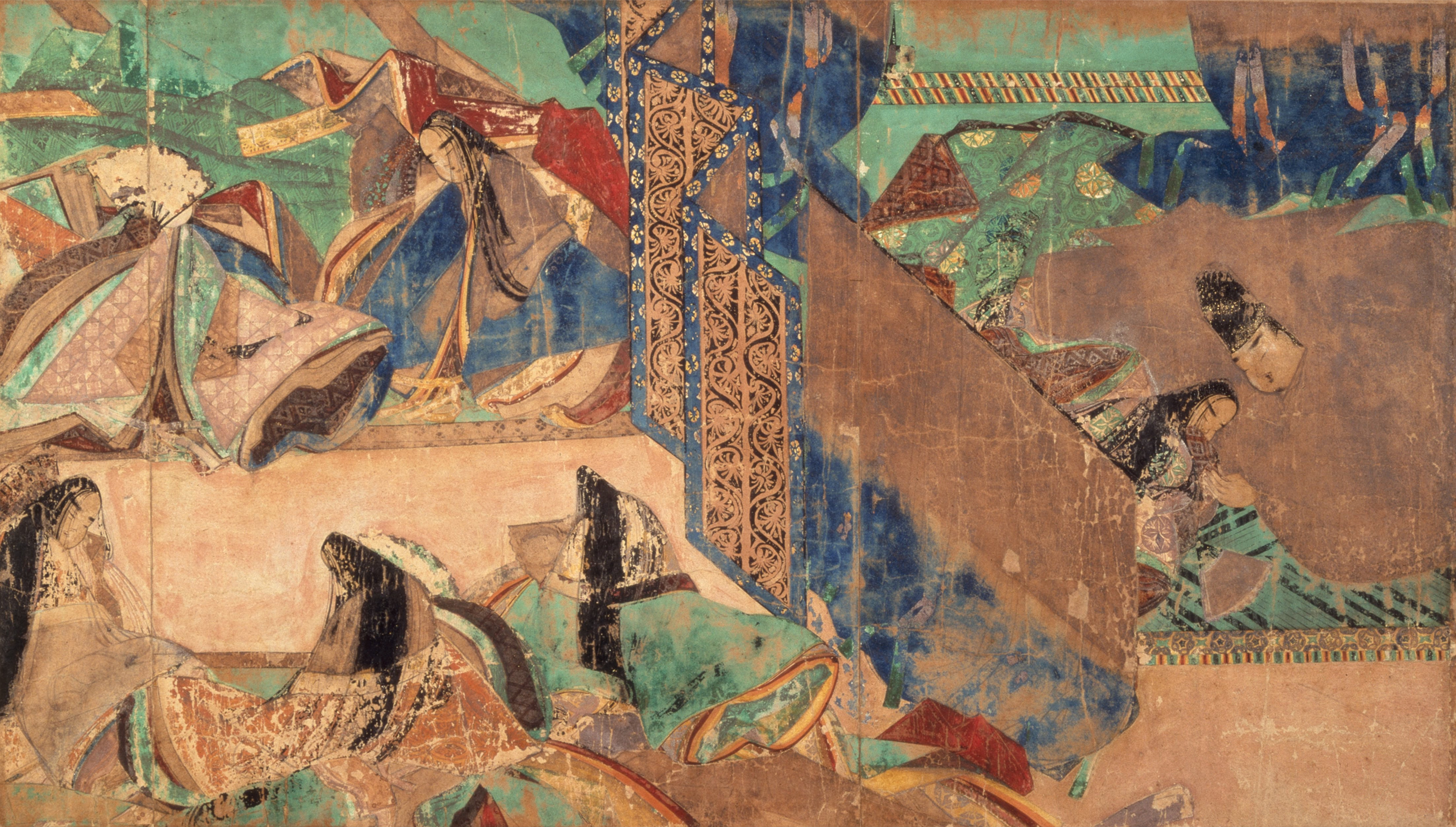
『源氏物語絵巻』宿木

- 『源氏物語絵巻』は、12世紀前半ころの藤原隆能の筆と伝えられる平安時代の代表的絵巻で、20図が現存している。斜め上方から見下ろした俯瞰描写が多くみられ、「吹抜屋台」「引目鉤鼻」の手法が用いられている。物語の挿絵にとどまらず、人物の心意や場面の情趣をも描いた物語絵巻の傑作である。

- 『年中行事絵巻』は後白河法皇が常盤光長に描かせたとされる。信西（藤原通憲）が主導した保元年間の大内裏復興、朝儀再興の気運の下に製作が開始されたともいわれている。朝廷の年中行事のほか、鴨川の川原で繰り広げられる飛礫合戦、広場での闘鶏、稲荷祭や今宮祭など当時の庶民の姿も描かれている。原本は失われ、住吉如慶らの模写が残る。

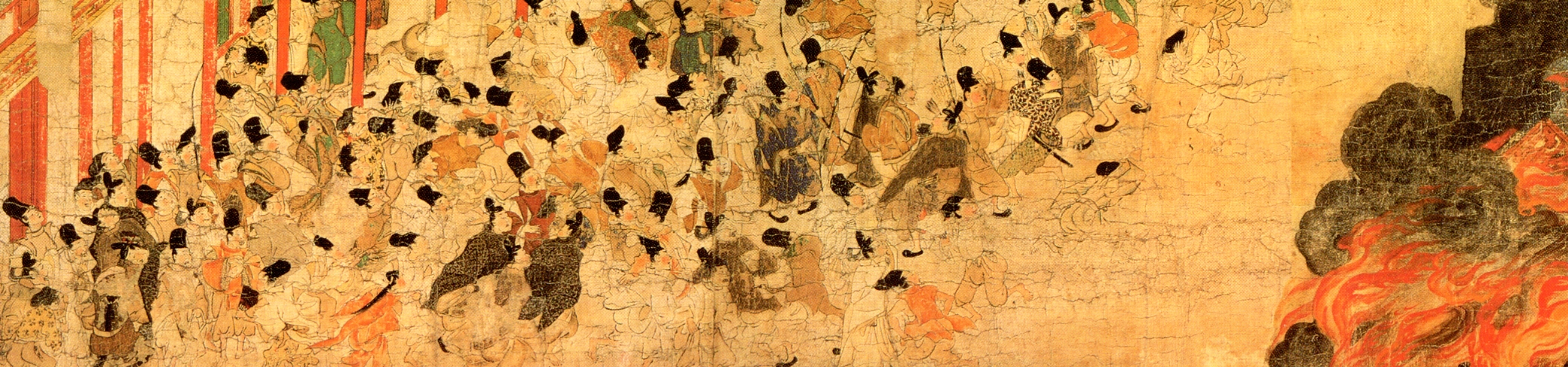
『伴大納言絵詞』応天門炎上の場面

- 後白河法皇が常盤光長に命じて12世紀後半に完成させた『伴大納言絵巻』は[69]、応天門炎上をめぐる説話を的確な風俗表現で描いた絵巻である。「伴大納言」とは応天門の変にかかわった9世紀の人物伴善男をさしているが、この絵巻は、当時、都でおきた実際の火事に取材しており、院政の舞台となった京都の姿が描写されている。連続的な画面構成と動的な表現に優れる。

『信貴山縁起絵巻』山崎長者の巻（「飛鉢の法」）

- 12世紀後半の作と考えられる『信貴山縁起絵巻』（奈良県生駒郡、朝護孫子寺蔵）は寺院の創建にまつわる話を絵巻としたもので、信貴山中興の祖とされる命蓮という聖の物語が中心となっている。山崎長者の巻、延喜加持の巻、尼公の巻より成る。命蓮が「飛鉢の法」によって鉢をとばして長者の米倉を信貴山まで運び、人びとが驚いた逸話が特に知られており、動的な線描で庶民の生活や風俗が描かれ、大和絵の特色をよく示している[70]。

- 12世紀後半に描かれた、大和文華館（奈良県奈良市）所蔵の『寝覚物語絵巻』は、悲恋の物語を描いたとされる金銀箔の美しい絵巻であり、国宝に指定されている[71]。

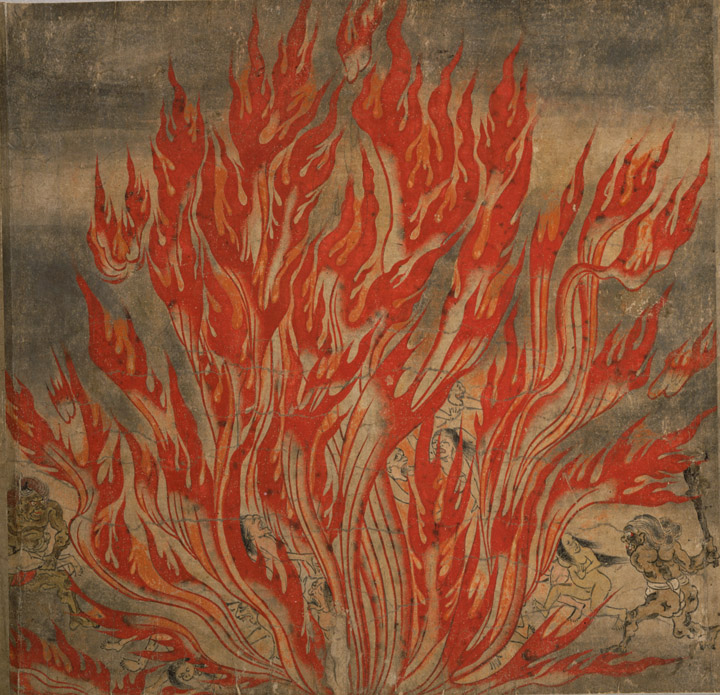
『地獄草紙』

- 『地獄草紙』（東博本、奈良博本、ともに国宝）、『餓鬼草紙』（京博本、東博本、ともに国宝）、『病草紙』（京博本＝国宝ほか）は、それぞれ、末法思想にもとづいて、地獄の様相や餓鬼のあり様、飢えや病の苦しみを扱った絵巻物である。仏教によれば、人は死ぬと現世の行いにより、天、人、阿修羅、畜生、餓鬼、地獄の六道のいずれかを輪廻転生するという。餓鬼道、地獄道がどのようなものかを描いた絵巻が、『餓鬼草紙』であり、『地獄草紙』であった。『病草紙』ふくめ、いずれも12世紀後半の作であり、やはり後白河の宮廷から生まれたものといわれている[14]。MIHO MUSEUM（滋賀県甲賀市）蔵の『沙門地獄草紙』の「解身地獄」は動物を殺し、食した僧が墜ちる地獄で、僧が切り刻まれ、鬼に食われるという、延々と続く地獄を表している[72]。

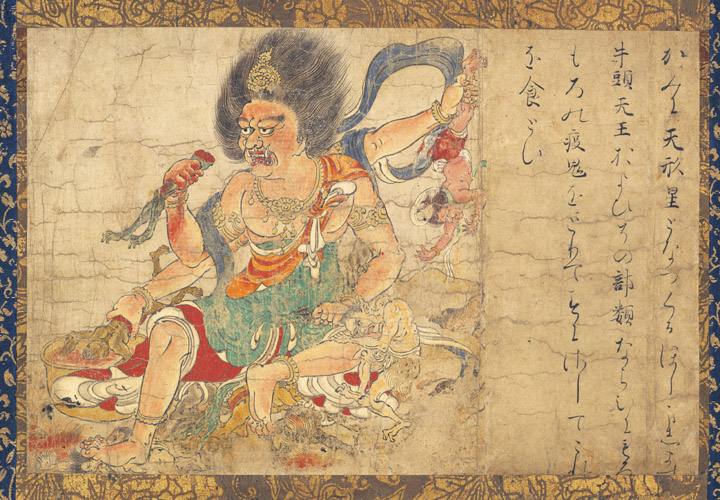
『辟邪絵』

- 奈良国立博物館所蔵の『辟邪絵』（へきじゃえ）は、罪人ではなく鬼が責め苦にあう絵巻物で12世紀後半の作である。鍾馗や牛頭天王、毘沙門天などの神々が鬼を懲らしめるもので、そこには中国における悪魔払いの信仰の影響がある。かつては、その怖ろしい描写が地獄を描いた絵巻だと長い間考えられてきた[73]。

これらのなかで、とくに『伴大納言絵巻』と『信貴山縁起絵巻』の両絵巻は都の庶民の生活をいきいきと描いており、時代の空気がよく示されている。12世紀の『粉河寺縁起絵巻』もまた、地方社会に生きる人びとが描かれた絵巻である。日本の美術作品で民衆の暮らしぶりが描かれるのは、院政期に始まったこれら絵巻物が最初であり、その意味でも画期的である。

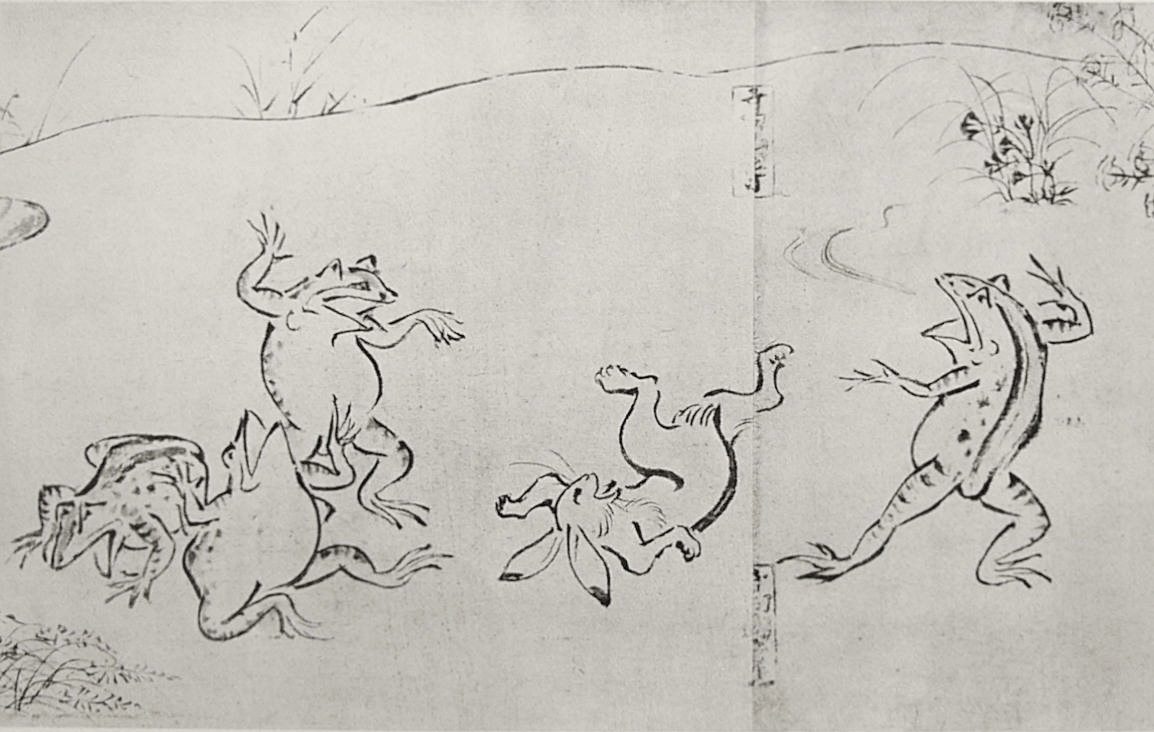
『鳥獣戯画』

- 『鳥獣人物戯画』全4巻は、京都市右京区の高山寺に伝わる絵巻で、全編、詞書のない白描画であり、うち甲巻と乙巻は、かえる、うさぎ、さる、きつねなどの動物を擬人化して描き、軽妙な筆致で末法の世相を風刺した異色の絵巻物である。鳥羽僧正覚猷の筆と伝えられてきたが、作風の相違から複数の人物により12世紀中葉から13世紀前葉にかけて作成されたとみられる。「日本最古の漫画」と評価されることも多い。この絵巻からも、遊戯や神事、祭礼や法会など、当時の庶民の生活ぶりや風俗がうかがえる。

- 『吉備大臣入唐絵巻』は、現在はアメリカのボストン美術館に所蔵されているが、その成立は、平安時代後半の12世紀後半と考えられ[75]、後白河院のもとで製作された絵巻の一つとされている[76]。

平安後期に流行した文字と絵を組み合わせた装飾的絵模様の一種に芦手絵（あしでえ）がある。
- 紙本墨書の『芦手絵和漢朗詠集抄』全2巻（京都国立博物館所蔵）は、芦手絵を描いた料紙に『和漢朗詠集』を書写したもので永暦元年（1160年）の作。書写した人物は下巻の奥書から世尊寺伊行だと判明する。群青、緑青、代赭、銀泥などの絵の具が料紙下絵に用いられている。芦手絵として葦、水鳥、飛鳥、岩、片輪車などが描かれている[77]。

### 装飾経

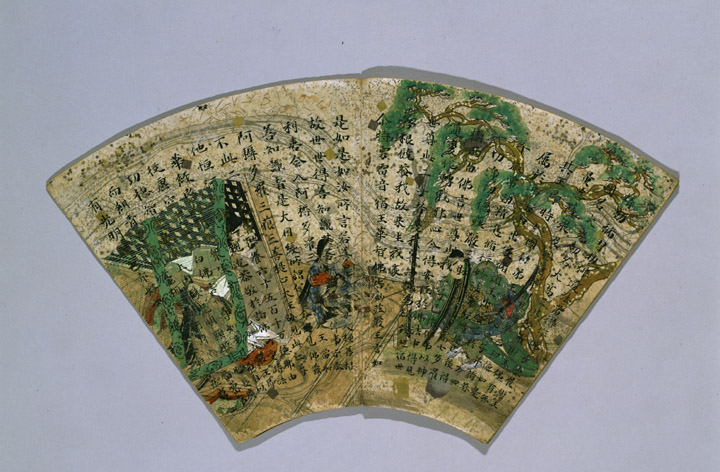
「扇面古写経」

院政期には、浄土教の広がりや末法思想の影響によって人びとは極楽往生を願い、善美を尽くした装飾経が競って作成された。この時代の代表作として、大治元年（1126年）に藤原清衡が発願して作成した『紺紙金銀泥一切経』や平氏一門が厳島神社に奉納した『平家納経』がある。
- 「扇面古写経」（扇面法華経冊子）は、12世紀末葉に流行した装飾経のひとつで、自然や風俗をえがいた扇形の紙面（扇面型料紙）に法華経を写したものである。大阪市の四天王寺や東京国立博物館などに所蔵されている。中央でおりたたみ、扇形半分の表紙が前後につけられている。その下絵には京都における民衆の生活が大和絵の手法によって生き生きと描き出されている。

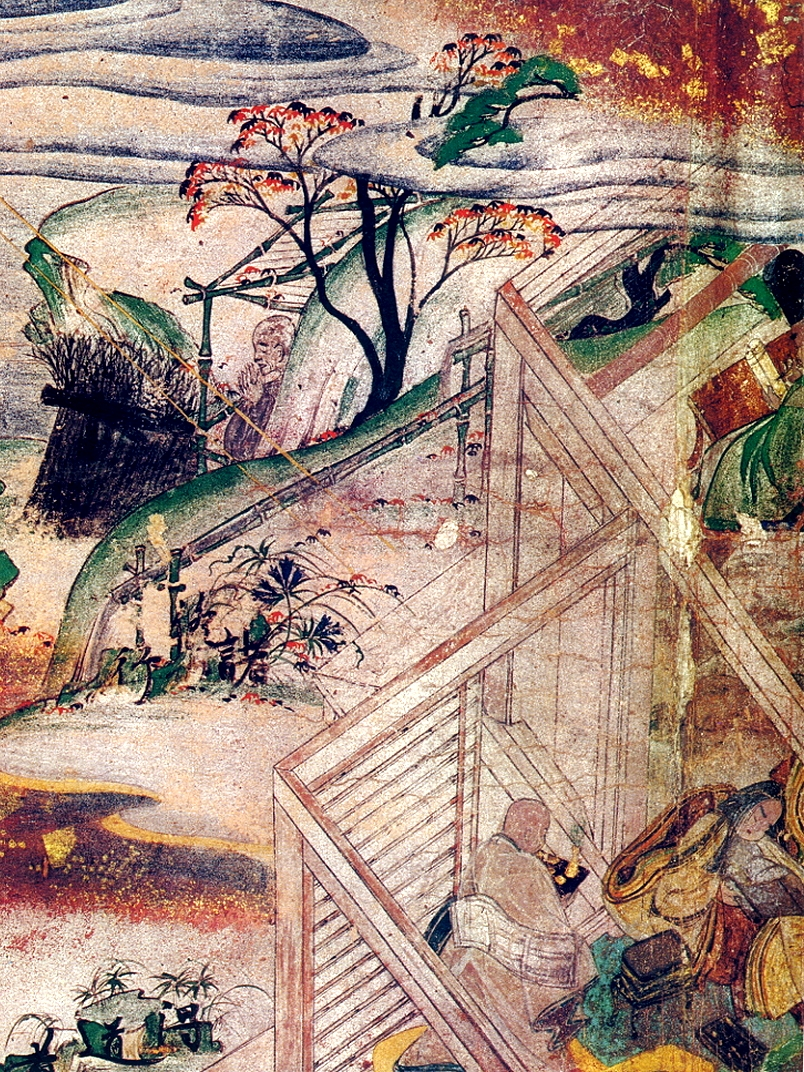
『平家納経』

- 『平家納経』は、長寛2年（1164年）、平清盛・重盛らが平氏一族の逆修のため安芸の厳島神社に奉納した33巻の装飾経である[78]。一族が分担して奉納し、各巻とも水晶に金銀透彫りの金具をほどこした軸首や金銀の砂子（すなご）・切箔（きりはく）などを多用した料紙、あるいはまた紐などに当時の工芸技術を伝えている。また、金銀で彩色された表紙や見返しには唐絵や大和絵の手法によって装飾画が描かれている[79]。経典の内訳は『法華経』28巻、開結経（『無量義経』『観普賢経』）2巻、『阿弥陀経』1巻、『般若心経』1巻、平清盛自筆の願文1巻であり、さらに経箱・唐櫃をともなう[80][81]。平氏の貴族的一面をあらわす遺物であるとの評価もある。
- 『紺紙金銀泥一切経（紺紙金銀字交書一切経）』は、紺紙に銀で罫線を引き、金泥と銀泥で一行ごとに交互に経文を書いた装飾経である。藤原清衡の発願によって書写された「中尊寺経」と呼ばれる経巻のひとつで、永久5年（1117年）より8年かけて完成した。見返しには金銀泥で釈迦説法図や経意を表している。「一切経」とは仏教における全経典（大蔵経）を意味しており、もとは5,300巻前後にもおよんだと考えられるが、その多くは安土桃山時代に高野山に移り、現在では15巻のみが中尊寺に、4,296巻が高野山金剛峯寺にそれぞれ伝わっている。
- 『久能寺経』は現存最古の一品経（法華経二十八品を一巻毎に書写したもの）。静岡市の久能寺（現在は鉄舟寺）に伝来したもので、久能寺が所有しているものは東京国立博物館に寄託してある[82][83][84]。永治2年（1142年）待賢門院の出家が発願の契機と推定されている[85]。結縁者には鳥羽法皇や待賢門院、美福門院をはじめ、近臣や女房らが加わり、逆修供養のために結縁書写された。元は法華経二十八品に開教と結経を加えた三十巻か、或いは更に『阿弥陀経』『般若心経』を加えた三十二巻本だったと想定される[86]。鉄舟寺にはそのうち17巻分伝わっており、他に五島美術館に2巻（重文）、東京国立博物館に3巻（重文）、個人に4巻（国宝[1]）の計26巻が現存している。鉄舟寺所蔵品の員数は19巻だが、そのうち陀羅尼品第二十六と普賢菩薩勧発品第二十八の2巻は補配本と見なされる[87]。

### 仏教絵画
大治4年（1129年）に白河法皇が没したとき、院の発願で制作された仏像仏画の数は、丈六像・半丈六像合わせて193体、等身像3,150体、仏画5,470余におよんだとの記録があるように、院政期は仏教絵画も多数描かれた時代であった。

『孔雀明王像』（東京国立博物館所蔵）

院政期仏画の特色としては、描写が繊細で豊かな色彩をもつ傾向があり、截金（切金）はじめ様々な工芸手法を用いたり、金泥・銀泥をちりばめたものが多く、きわめて装飾的な表現で描かれたものが少なくないことが挙げられる。総じて優美で繊細な傾向を有する。唐宋の絵画や前代の密教絵画を流れを引き継いだものも多い。院政期以前の摂関期には、浄土教の隆盛を反映して阿弥陀如来の来迎を描いた「来迎図」も広まった。
密教絵画では、京都市東山区青蓮院の『不動明王二童子像』（絹本着色 、通称「青不動」）があり、「不動十九観」に依拠する現存最古の画像であり、11世紀の製作である。感得画として名高い園城寺「黄不動」を模した京都曼殊院の「黄不動」は12世紀前半の作であり、国宝に指定されている。滋賀県大津市の石山寺に伝承する『不動明王二童子像』（紙本白描）は12世紀の作で重要文化財に指定されている。なだらかな曲線と優美な色彩、精緻な截金文様で知られる東京国立博物館所蔵の『孔雀明王像』（国宝）は12世紀中葉の作である。大阪府藤田美術館所蔵の国宝『両部大経感得図』は、密教の重要経典『大日経』と『金剛頂経』がインドで感得されたという場面を描いている。奈良県天理市の内山永久寺にあったもので、鳥羽院期に宮廷絵師であった藤原宗弘が保延2年（1136年）に描いた仏教の説話絵である。
曼荼羅には、保元元年（1156年）に平清盛が自らの血を用いて描いたと伝承される「両界曼荼羅」（金剛峯寺蔵、重要文化財）があり、「血曼荼羅」と称される。法隆寺や久米田寺（大阪府岸和田市）に伝わる「星曼荼羅」はともに12世紀の作（いずれも重要文化財）であり、柔らかな墨線や温雅な彩色、精微な截金文様などは平安時代後期の特徴とされる。
ボストン美術館蔵の「千手観音像」「馬頭観音像」「如意輪観音像」は、いずれもフェノロサ・ウェルドコレクションで12世紀の作である。3作とも絹本着色で、それぞれ多様な工芸的手法を用いた装飾味豊かな絵画であり、描写は繊細、彩色や文様は優雅ななかに清新さもみえる傑作である。和歌山県金剛峯寺蔵「善女龍王像」は久安元年（1145年）の定智（じょうち）筆の仏画であり、国宝に指定されている。

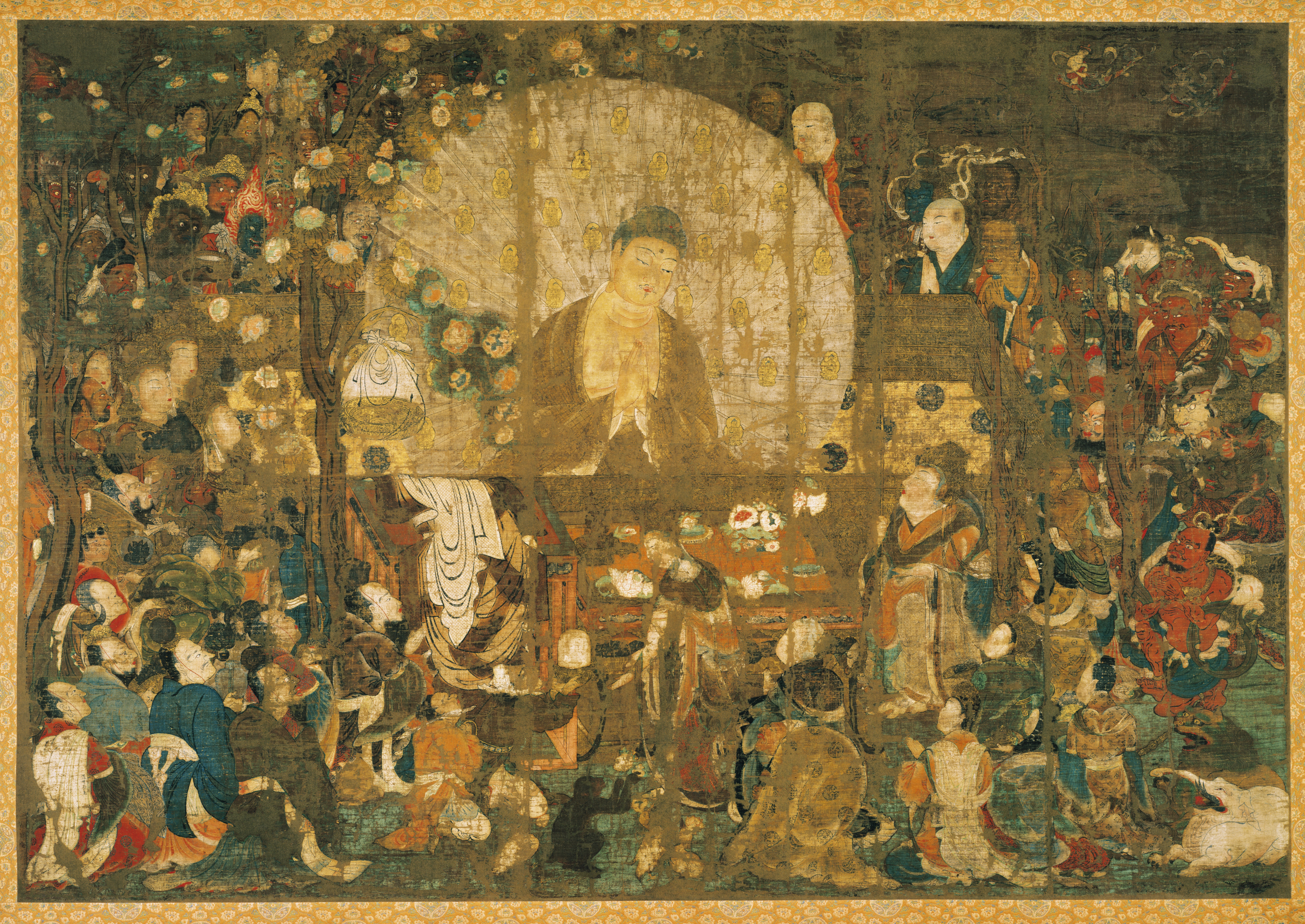
『釈迦金棺出現図』（京都国立博物館所蔵）

仏伝図としては、金剛峯寺蔵の「仏涅槃図」（国宝、「応徳涅槃図」）が知られる。仏涅槃図は釈迦がいっさいの煩悩がことごとく消滅した涅槃の境地に達した様子を描いたもので、平安後期から鎌倉・室町期にかけて宗派を問わずさかんに製作され、涅槃会に際して懸用された。金剛峯寺蔵品は応徳3年（1086年）4月7日の銘があり、日本最古の仏涅槃図の作例であるのみならず、在銘仏画としては最古のものとしても知られる。明るい彩色がなされた涅槃図であり、平安仏画の代表作と称されるほどの素晴らしい出来映えを示している。これと双璧をなす傑作が、京都国立博物館所蔵で11世紀後半の『釈迦金棺出現図』（国宝）である。釈迦が入滅して金の棺に納められたあと、嘆き悲しむ摩耶夫人のために釈迦が棺の蓋を開けて復活し、夫人はじめ人びとに最後の説法をして諭す場面を描いたものである。彩色により陰影が表され、画面が求心的でしかも動的に奥行き深く構成されており、きわめて表現性に富んでいる。
西方極楽浄土より往生者を迎えに来るようすを描いた絵画が「来迎図」である。名品が多いなかでとくに傑作とされるのが、12世紀後半に制作された高野山有志八幡講十八箇院『阿弥陀聖衆来迎図』（国宝、高野山霊宝館保管）である。阿弥陀如来と29体の菩薩が大画面いっぱいに広がり、いずれも正面向きの坐像で描かれる。中央の阿弥陀如来はとりわけ大きく、肉身部分に金泥、着衣部分には截金文様が施されており、全体が金色に輝いている。
他にこの時代の代表作として下記が挙げられる（いずれも国宝）。
- 東京国立博物館 普賢菩薩像
- 東京国立博物館 虚空蔵菩薩像
- 岐阜・来振寺 五大尊像 寛治4年（1090年）
- 京都・神護寺 釈迦如来像
- 京都・東寺 五大尊像 大治2年（1127年）
- 京都国立博物館（東寺伝来）十二天像 大治2年（1127年）
- 京都・松尾寺 普賢延命菩薩像
- 広島・持光寺 普賢延命菩薩像仁平3年（1153年）

## 工芸

### 陶磁器
日本陶磁史において、12世紀は一大変動の起こった時期である。従来律令体制と連動してきた尾張国の瓷器生産地猿投窯が、11世紀以後、購買層を支配者層から庶民層へと移行し、実用的な無釉の山茶碗の生産を開始した。そうして猿投窯が周辺地域に拡散し、多数作られた山茶碗窯の中から、12世紀前半、知多半島の常滑焼と渥美半島の渥美焼、名古屋市の東山窯が現れ、大量の山茶碗のほか粘土紐巻き上げ成形による大形の壺を生産しはじめ、これが東北地方北部から九州地方に至る広い範囲に流通した。常滑では三筋文壺が特徴的であるのに対し、渥美ではヘラによる各種の線彫り文様が特徴であり、川崎市南加瀬より出土の『自然釉秋草文壺』（慶應義塾大学所蔵）は国宝に指定されている。ともに分焔柱をともなう窖窯で製作された。なお、分焔柱は日本人の考案によっている。
一方、須恵器系統からは、能登国において珠洲焼がやはり12世紀前半にはあらわれて、その製品は北海道から京都府にかけて、主として日本海沿岸部に流通する。ここでも、甕や壺が多作され、初期の珠洲焼では従来のロクロ成形を重んじながらも、胴部から肩部にかけては粘土紐巻き上げでロクロ成形の口部と接合するという技法が採用されている。焼成時の割れを防ぐため、叩き具が考案され、とくに内面にはタタキシメの文様が多くのこる。
これら須恵器系の窯には、大畑窯（秋田県）、泉谷地窯・新溜窯（山形県）、飯坂窯（福島県）、金井窯（群馬県）、神出窯・魚住窯（兵庫県）、亀山窯（岡山県）、十瓶山窯（香川県）、樺番丈窯（熊本県）があり、いずれも分焔柱をともなわない窖窯で壺、鉢はじめ庶民のための無釉の生活用具が多数製作された。
東海系陶器においても、12世紀前半には宮城県石巻市に水沼窯、兵庫県西脇市に緑風台窯が築かれ、12世紀末葉には常滑焼の技術を受けて福井県丹生郡越前町で越前焼の生産が開始した。以後、13世紀にかけて信楽焼、丹波焼など常滑の影響を受けて開窯し、ここに中世陶器の時代がはじまる。

### 漆器・漆製品

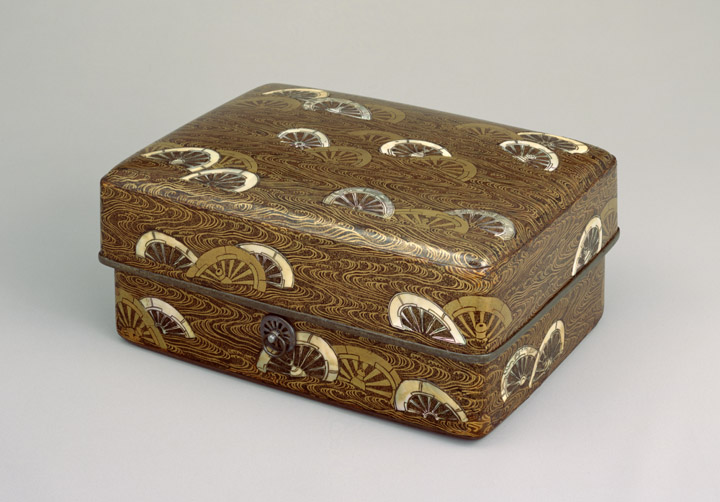
片輪車蒔絵螺鈿手箱

漆器には、東京国立博物館所蔵で国宝の『片輪車蒔絵螺鈿手箱』（かたわぐるままきえらでんてばこ）がある。平安時代の工芸を代表する蒔絵の名品であり、表面は金・青金の研出蒔絵（とぎだしまきえ）や螺鈿を用いて流水に半分浸された多数の車輪を描き、内面には金と銀の研出蒔絵で草花や飛鳥が描かれている。いずれも、当時は料紙装飾などで多用された文様である。なお、今日では手箱と称されているものの、当時は装飾経を収める経箱として造られたものである可能性が高いとみられている。
大阪府河内長野市の金剛寺所蔵の『野辺雀蒔絵手箱』は12世紀の作で、重要文化財に指定されている。親雀が子に餌を与えるすがたは、宋画における定型の図様を借用しているとの指摘があり、また観賞を目的としない、いわゆる雑草を描くのも宋画の影響とみられる。
大形のものとしては、『中尊寺金色堂須弥壇』が特に知られる。黒漆に金蒔絵と螺鈿を施した壇であり、框と束は金銅の薄板でおおわれ、格狭間には伝説の鳥である鳳凰などの装飾が施されている。壮麗な壇として知られ、壇上に阿弥陀三尊・六地蔵・二天が安置される。壇下に奥州藤原氏3代の遺体を納めている。

### その他
鋳造品では、中尊寺円乗院所蔵品として神仏習合思想を端的に示す『金銅釈迦如来像御正体』（重要文化財）、金色堂内陣長押に掛けられた『金銅華鬘』（国宝。金色院蔵）がある。前者は平安時代の懸仏の代表作といわれる名品であり、後者もまた日本の華鬘のなかでも最高傑作といわれる。

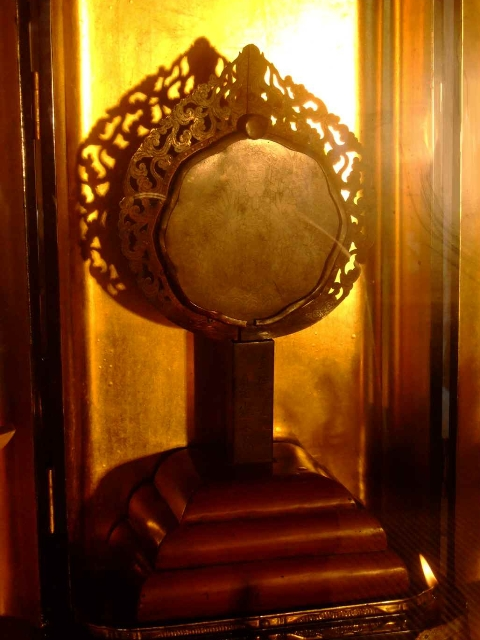
『線刻千手観音等鏡像』（水神社蔵）

秋田県大仙市豊川の水神社所蔵『線刻千手観音等鏡像』は11世紀に鏡面に線刻が施されたとみられる銅鏡である。鏡面にタガネで千手観音の立像と侍立する眷属を彫り、背面には中央に宝相華文、四方に蝶や鳥を配した図柄の八稜鏡であり、国宝に指定されている。
当時、鏡は姿見として上流階級には普及していたが、一方では悪いものを寄せ付けない「辟邪」の威力をもつものとも信じられており、経とともに経塚に埋納される例もみられる。出羽三山のひとつ羽黒山（山形県鶴岡市）の通称「鏡ヶ池」からは、平安時代末期から江戸時代のものまで600面におよぶ鏡が出土している。これは、「羽黒鏡」と総称され、花鳥を題材とした伸びやかで優雅な文様を特色としており、和鏡の研究に欠かせない資料となっている。
平家納経を納めた経箱「金銀荘雲龍文銅製経箱」は、厳島神社の社宝として伝わった12世紀後半の作で、国宝に指定されている。黒光りする銅板の上に金銀鍍金の雲龍文の金物を鋲（びょう）で留めている。他に、平氏一門に属する人びとが厳島神社に奉納したものには舞楽面、獅子・狛犬などがある。
当時の貴族は祝宴や法会、祭礼などの席で人びとを驚かせる豪華な造り物を競って飾った。今日、春日大社に「春日大社若宮御料古神宝」として12世紀制作の「金鶴及び銀樹枝」「銀鶴及び磯形」が伝わっており、いずれも国宝に指定されている。
折りたたみ扇は日本で発明され、平安時代には貴族の必携品となった。神社では巫女が神を招く呪具として用いられた。檜扇とくに彩絵檜扇も各地に伝わっており、厳島神社所蔵の12世紀後半の彩絵檜扇は国宝、島根県松江市の佐太神社所蔵の12世紀のものは重要文化財に指定されている。これら扇は、日宋貿易における日本の重要な輸出品の一つでもあった。
また、武士の台頭を反映して刀剣や甲冑もさかんにつくられた。伊予国大三島（現今治市）の大山祇神社所蔵の源義経奉納と伝わる「赤糸威鎧」（あかいとおどしよろい）、源頼朝奉納と伝わる「紫綾威鎧」、源義仲奉納と伝わる「熏紫韋威胴丸」（ふすべむらさきがわおどしどうまる）はいずれも12世紀の作とみられ、前二者は国宝、後者は重要文化財にそれぞれ指定されている。

## 書道

### 書跡・典籍

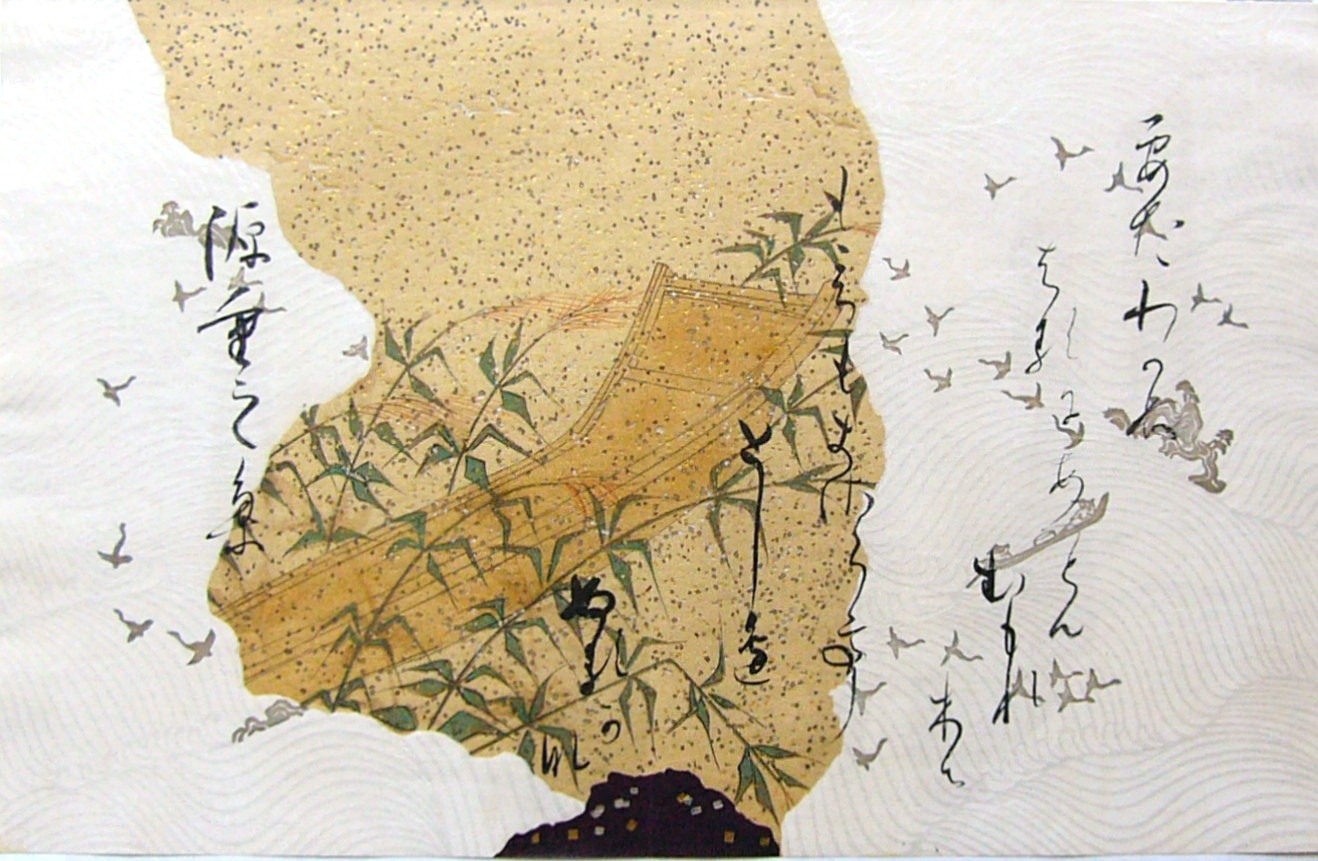
『西本願寺本三十六人家集』（重之集）

この頃制作された書道作品としては、『西本願寺本三十六人家集』（国宝）が知られる。天永3年（1112年）前後の制作と言われている。破り継ぎ、金銀の切箔・砂子、墨流しなどさまざまな料紙装飾を施した華麗な冊子に三十六歌仙の和歌を散らし書きにしたものである。約20種類の和様の筆跡が確認されており、10世紀から12世紀前半は和様の書や仮名の書が完成された時期であるといわれる。
また前代に成立した作品を書写したものとしては、既述の『源氏物語絵巻』などの絵巻の詞書や、『平家納経』などの経典のほか、『古今和歌集』には元永本（国宝）があり、元永3年（1120年）の奥書を有し、完本である。『万葉集』には元暦校本（国宝）などがあり、元暦元年（1184年）に校合の奥書があるが、全巻は揃っていない。元永3年前後の書写とされる。
なお、扇面古写経もまた異色の書跡資料といえるが、そこでは和様の使い手数名の筆跡が確認されている。

### 書家・書法
重ね書きの手法も用いて『源氏物語絵巻』の詞書を書いたとされる藤原伊房（世尊寺伊房）、上述の『芦手絵和漢朗詠集抄』を書写した12世紀後半の藤原伊行（世尊寺伊行）はともに世尊寺流で、三跡のひとりで和様を大成した藤原行成から数えて3代目と6代目にあたる。ともに宮廷において最も権威のある、流麗典雅な書法とされた世尊寺流に属している。なお、6代伊行は日本最古の書論書『夜鶴庭訓抄』を、7代伊経も藤原教長から授かった秘伝をまとめた書論書『才葉抄』を著している。
保元の乱の当事者のひとりで、「法性寺殿」「法性寺関白」といわれた藤原忠通も能書家として知られた。その書風を法性寺流といい、平安時代末期から鎌倉時代中期にかけて流行した。世尊寺流の書風をもとに力強さと豪放さを加えた男性的な書を特徴としている。法性寺流の書法は子の九条兼実、その子良経らに受け継がれ、当時の書法の人気を世尊寺流とのあいだで二分した。

## 文学・歴史

### 軍記物
院政期文化の主たる担い手は依然貴族層や僧侶であったが、新興勢力である武士や庶民の生活にも目が向けられるようになり、そこに文化的関心が寄せられたのもこの時代の特徴であった。承平天慶の乱における平将門の東国での反乱を描いた『将門記』、陸奥における前九年の合戦の経過を記した『陸奥話記』はともに東国の合戦に取材したもので、地方武士の様相が文学的に描かれている。軍記物のさきがけをなすものとして文学史上の意義も大きい。

### 説話集

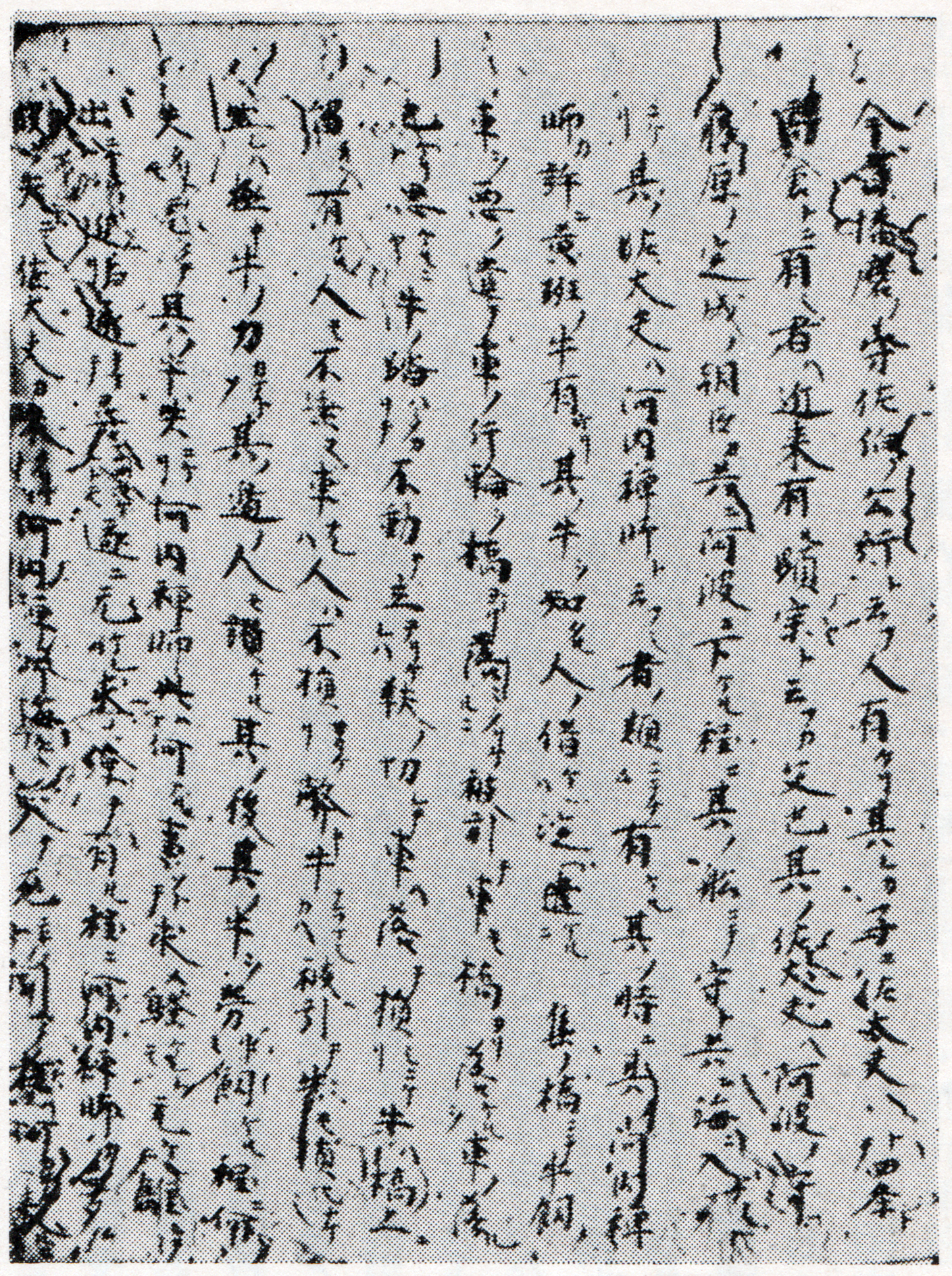
『今昔物語集』鈴鹿本（鎌倉中期写）

院政期に入ると、説話を集めて、説話集を編むという文学行為が流行する。
- 天竺（インド）・震丹（中国）・本朝（日本）の3国にわたる古今の仏教説話[注釈 20]や世俗説話[注釈 21]1000あまりを集大成したのが『今昔物語集』である。書名は、それぞれの物語が「今ハ昔」の書き出しではじまることに由来する[135]。12世紀はじめに片仮名まじりの和漢混淆文体で書かれたもので、作者あるいは編纂者は不明[20]。とくにその「本朝部世俗編」では転換期をたくましく生きる武士や民衆（下衆）の生活がいきいきと描き出されており、地方や様々な職能者に関心を寄せた院政期の特徴がみられる[20]。芥川龍之介の作品はじめ近代日本文学にも数多く題材を提供していることでも知られる。

- 説話には、仏教説話、世俗説話のほか、貴族社会の有職故実や宮廷の裏話を語るものがあり、貴族説話と呼ばれる[136]。その代表に後三条天皇、白河上皇に仕えた大江匡房が語り、藤原実兼が筆録した『江談抄』がある[137]。院政期にはこのような聞書類が増加した[138]。

以後も長承3年（1134年）写本の、仏教説話を集めて説法の材料とした『打聞集』、12世紀前半（12世紀末から13世紀初期成立との説もある）の『古本説話集』、治承3年（1179年）以後に平康頼（性照）によって著された『宝物集』などの説話集が成立し、説話文学の大きな流れは次代に継承されていく。

### 歴史物語
社会が変貌するなかで、貴族はもはや自己の現実生活のなかから題材をみいだすことが難しくなり、『源氏物語』ののちは創作物語にはこれをしのぐものがなかった。その一方で、時代が転換期を迎えたことを多くの人びとが感じとり、そのなかで歴史を冷静にみつめる視点が育まれて『栄花物語』や『大鏡』などの歴史物語があらわれた。

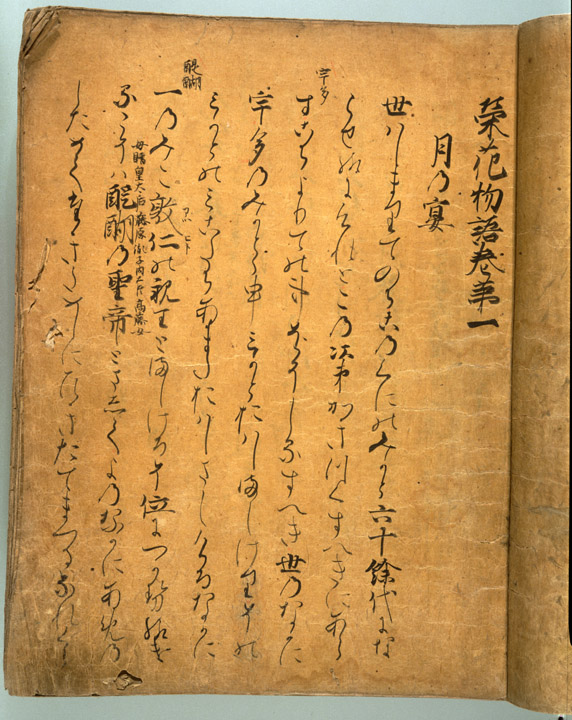
『栄花物語』（鎌倉時代前期書写の最古写本「三条西家本」、国宝）

- 11世紀の赤染衛門作と伝えられる『栄花物語（栄華物語）』正編（巻1-30）は、六国史のような中国風の正史とは異なり、日本独自の物語というかたちで歴史をまとめたものである。藤原道長の一生を描き、摂関時代に古きよき時代を見いだしており、全体的に事実を列挙する叙述に終始し、歴史的批判精神には乏しい。しかし、過去の栄光をしのびながらも、歴史を扱った書としてはじめて仮名書き、編年体で書かれており、また、人物の容姿描写、年中行事、儀式、服飾、物忌に関する記述などはすぐれた歴史資料となっている。寛治6年（1092年）には『栄花物語』の続編（巻31-40）が執筆され、筆者は出羽弁とみられている。

- 『大鏡』は物語が190歳の大宅世継と180歳の夏山繁樹の2人の翁の対話を、30歳ほどの生侍が筆録するという形で展開する[142]。大宅世継にちなみ『世継物語』とも呼ばれている[143]。文徳天皇から後一条天皇の万寿2年（1025年）に至る14代の歴史を紀伝体で叙述し、戯曲風に構成しており[144]、12世紀初めの成立とみられる[145]。藤原氏全盛の時代を回顧しながらも藤原氏の栄華を客観的に叙述し、貴族社会を反省する視点がうかがわれる。また、座談や問答を採り入れて叙述するなど、これまでの歴史書にない斬新さがみられ、その鋭い叙述は、後世の歴史叙述に強い影響をあたえた。

- 『大鏡』のあとを受けた『今鏡』は、大鏡を形式・思想的に継承し嘉応2年（1170年）から承安年間初頭に成立したと推定される[146]。後一条天皇から安徳天皇までの13代145年間を扱い、『続世継』ともよばれ、いわゆる四鏡（鏡物）の2番目にあたる。筆者は藤原為経（寂超）とされる。院政政治の実態、貴族社会の芸能・文芸の様子、王朝における男女の恋など、貴族の日常場面に重点が置かれ、懐古趣味・芸術至上主義的とされる[146]。また歴史記述は正確な一方、国内の政治や経済、民衆、戦乱の動向については関心が低い[146]。

### 物語文学
院政期の物語文学は、『源氏物語』の圧倒的な評価と影響のもとにうまれた。物語を書こうとした多くの作者は『源氏物語』の愛読者でもあった。そのひとりが『更級日記』の作者菅原孝標女であり、御物本『更級日記』に藤原定家が付した奥書には『浜松中納言物語』『夜半の寝覚』も彼女の作と書かれている。『源氏』から強く影響を受けた物語は擬古物語と呼ばれるが、『源氏物語』の模倣であるなどと評されるが、それぞれ固有の主題と新しい傾向をみせ、『源氏物語』の相対化を図っているとの評価もあり、近年見直しが進んでいる。

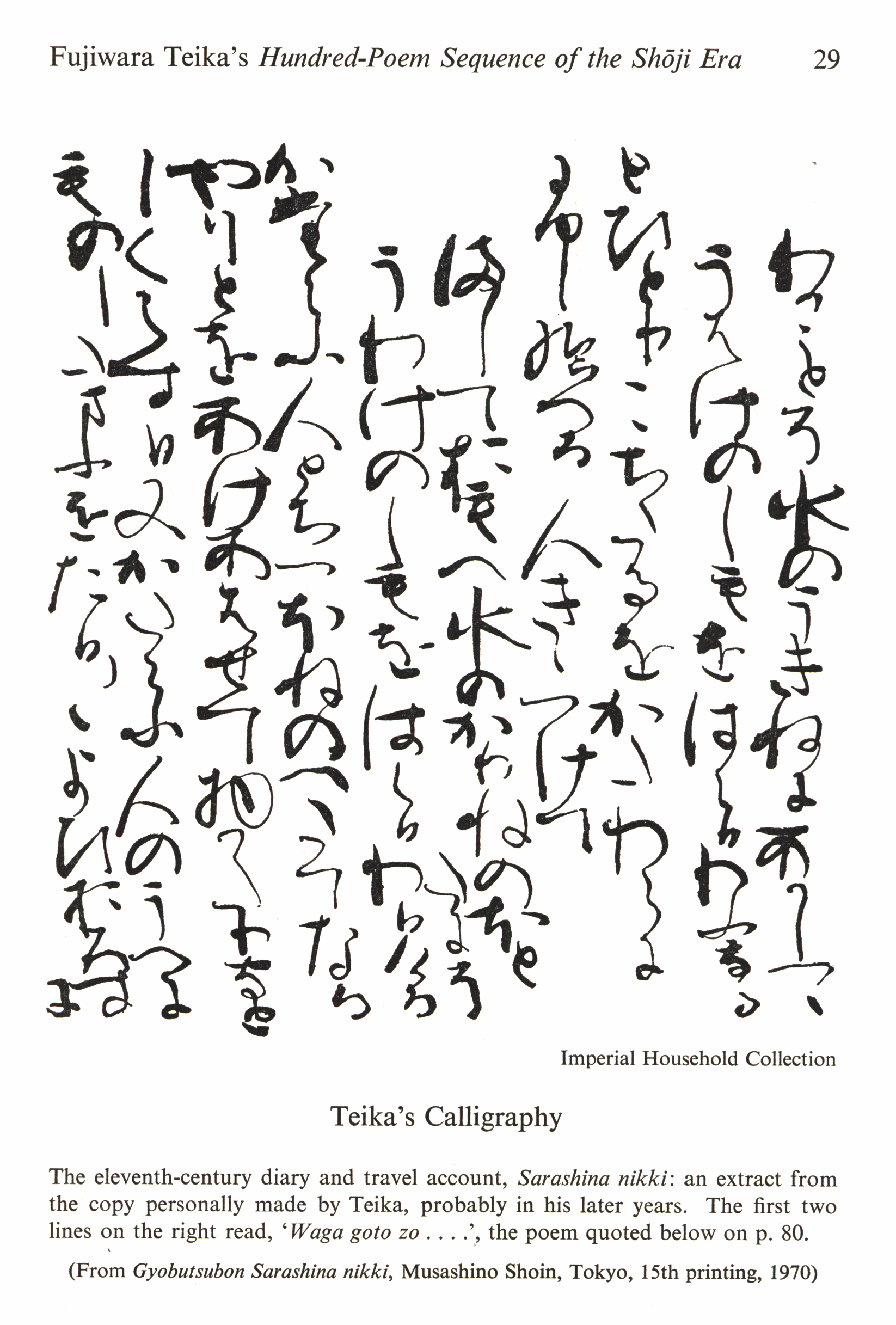
菅原孝標女『更級日記』
藤原定家の書写（鎌倉時代）

11世紀後半の物語群のなかで最も高い評価を受けてきたのは、六条斎院宣旨作と考えられる『狭衣物語』である。主人公の男性狭衣大将の追い求めて充足されない恋の遍歴が情感豊かに描かれている。
12世紀に入ると、新しい主題を求めて趣向をこらす傾向が現れる。『とりかへばや物語』が有名で、男女の性格が正反対の兄妹が、父によって男女入れ替えて育てられ、それぞれの人生を切りひらこうとする物語で、現代のジェンダーに通じる主題を扱っている。
同作は院政期から登場した擬古物語に分類される。擬古物語は『源氏物語』『狭衣物語』など、院政期すでに古典として評価された物語から影響を受けた物語で、同ジャンルには、その他に『松浦宮物語』（藤原定家作）などがある。
この他、10編の短編と一つの断片を集めた『堤中納言物語』が伝わっている。作者不詳で同作内の一編「逢坂越えぬ権中納言」は天喜3年（1055年）の成立とされる。多種多様な内容を持った佳品が多く知られ、なかでも「虫めづる姫君」は風変わりな題材を扱い、後世、人びとに読みつがれてきた。

### 日記文学
少女時代から、名のみ聞く『源氏物語』に限りない憧れを抱いて成人した菅原孝標女の日記『更級日記』が有名である。康平3年（1060年）頃の成立とみられ、関東から京への旅、『源氏物語』とのめぐり会い、結婚から晩年に至るまでを記した生涯の回想日記である。『蜻蛉日記』の作者藤原道綱母は、彼女の叔母にあたり、その影響が指摘されている。
他の日記には、女流作家による『成尋阿闍梨母集』（成尋阿闍梨母）、『讃岐典侍日記』（藤原長子）、男性による『厳島御幸記』（源通親）がある。

### 和歌

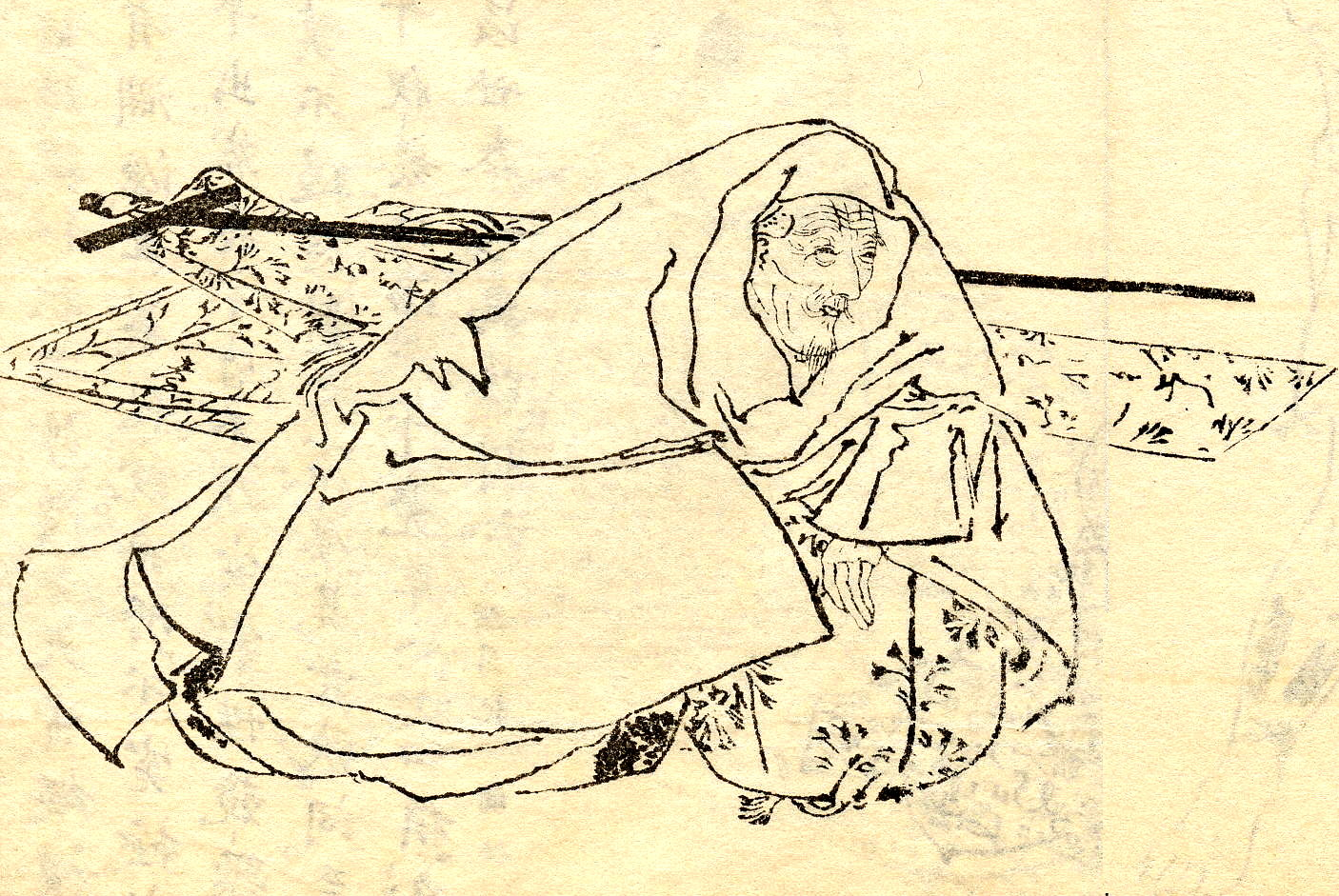
藤原俊成（菊池容斎画）

和歌では、応徳3年（1086年）に白河天皇の企図により『後拾遺和歌集』が約80年ぶりの勅撰和歌集として成立した。その後、天治元年(1124年)に『金葉和歌集』、崇徳上皇の命では『詞花和歌集』、文治4年(1188年)に後白河院の命で『千載和歌集』など勅撰和歌集の編纂が続いた。これらは、八代集の第四から第七にあたる。おもな歌人として藤原俊成や武士出身の西行（俗名:佐藤義清）があらわれ、『新古今和歌集』の新風形成に影響を与え、中世和歌の形成に大きな役割を果たした。俊成は治承2年（1178年）に『長秋詠草』、西行は建久元年（1190年）に『山家集』と称した私家集をそれぞれ編纂している。
また、『堀河院百首和歌』は堀河天皇に奏覧されたため勅撰集に準じ、同集の歌題や表現などは中世の規範となった。

### 歌論
国風文化の時代の和歌の隆盛は歌学の発展を促し、『古今和歌集』の紀貫之「仮名序」がその先駆けをなすといわれ、藤原公任の『新撰髄脳』などの自覚的な著作もあらわれるに至ったが、院政期に入ると源俊頼によって『俊頼髄脳』（天永２年（1111年）から永久2年（1114年）間に制作）、保元2年（1157年）以降に藤原清輔によって『袋草紙』が書かれている。なお、「髄脳」とは「和歌の本質を説いた書物」の意であり、歌論書を示す普通名詞である。

## 芸能

### さまざまな芸能
芸能では、貴族層は前代以来の歌謡である催馬楽（さいばら）や神楽歌、漢詩や和歌の名句を吟ずる朗詠を楽しんだ。院政期は今様など音声を伴う芸能も盛んとなり、特に後白河院政期を中世音楽の最盛期と評価する見解もある
催馬楽は、嵯峨～清和天皇以来の地方民謡などが起源であり、その後宮廷で雅楽風に編曲されたもので、和琴、笛、笙、琵琶などを伴奏として、貴族の正式な宴の後の遊興などで歌われた。賀歌や男女の相聞歌（恋歌）、風刺といった民間の世界に近い内容が歌われた。
朗詠は、貴族の正式な宴をはじめ様々な場面で歌われた。「嘉辰」は朗詠の代表的な楽曲で、「嘉辰」以外は歌詞を訓読するが、「嘉辰」のみはすべて音読された。保安年間（1120年-1125年）に藤原基俊が『新撰朗詠集』を著している。
当時民間の娯楽として人気のあった猿楽は滑稽を主とした雑芸・歌曲であったが、貴族社会においても注目されるようになった。11世紀後半には『新猿楽記』が著されており、藤原明衡の晩年の手になるものではないかと考えられている。
本来は豊作を祈る田遊びの芸能に由来する地方農村の労働歌舞であり、笛・鼓・ささらなどの囃しにあわせて踊る田楽も同様に貴族の関心をひくようになり、やがて京都や奈良にはいって芸能化されると、宮廷にも流れ込んでいった。なかでも松尾社（京都市西京区）の「松尾祭の田楽」や、永長元年（1096年）の夏に爆発的に流行した「永長の大田楽」は有名で、乱舞した人びとが宮中に入り、「一城の人、皆狂うがごとし」との記録がある。しかし永長の大田楽では、直後に白河院の娘郁芳門院が死去したことで、田楽は貴族社会において不吉と捉えられるようになった。

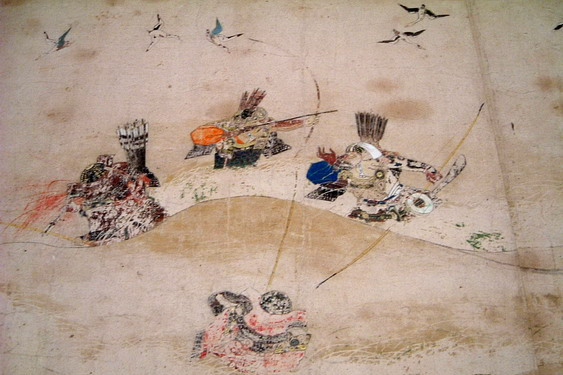
雁行の乱れによって伏兵を知る義家
『後三年合戦絵詞』より

当時の民間の流行歌謡であり、白拍子という女性芸人（しばしば遊女を兼ねた）のうたう七五調四句を基調とする今様も貴族社会でもてはやされた。後白河院もみずから10代の頃より美濃国の青墓の傀儡子乙前を師として今様を修練している。
院政期最大の文化人大江匡房にも『傀儡子記』や『遊女記』、『洛陽田楽記』などの著作がある。大江匡房はまた、源義家に兵法を授け、それによって義家は後三年の役において雁行の乱れによって伏兵を知ることができたとの逸話がのこる。
このように、院をはじめとする貴族社会と武士・庶民の間の文化交流にはかなりの広がりが見られた。これは、院政が摂関家を牽制するため、受領層を主な支持基盤としていたこととも無縁ではない。
これらのほか、仏教音楽としては声明、また法華経を読む読経もさかんであった。

### 『梁塵秘抄』
後白河法皇は、みずから今様や催馬楽を集めて分類し、嘉応元年（1169年）、『梁塵秘抄』を編纂した。法皇は、男装した女性が今様を歌いながら舞う白拍子や、歌に合わせて操り人形を躍らせる芸などを演ずる傀儡（傀儡子）などの芸人とも交流をもち、みずから歌を教えたり、未知の歌を教わったりしている。これらの歌には一部に形式化の傾向もみられた当時の和歌とは異なり、庶民の生活感情がよくあらわれているといわれ、貴族の遊宴のみならず、祇園祭などの御霊会や大寺院の法会などでもしばしば演じられるようになった。
『梁塵秘抄』は、「梁の塵（ちり）が舞うほどの美しい歌い方の秘伝・秘密を語った抄本」という意味をもち、そのなかには、極楽浄土を歌った極楽歌もあって、浄土へのあこがれを示している。また、建武新政期の『二条河原落書』の原型となるような戯れ歌が既にみられることも注目に価する。

### 蹴鞠
後白河院は、蹴鞠の名手であり、正式行事として鞠会を主催するなど、蹴鞠の地位向上に貢献した。「鞠聖」と呼ばれた藤原成通も院政期の人物である。成通は今様の名手でもあったため後白河に蹴鞠や今様などの芸能を指導した可能性も指摘されおり、成通の弟子藤原頼輔は後白河院に『蹴鞠口伝集』下巻を進上している。

## 学術

### 国語研究・語学
漢文を訓読する際に訓点を記入することは、奈良時代末期から見られるが、院政期にはヲコト点をはじめ訓法が流派ごとに固定してくる。代表的な訓点資料として『大慈恩寺三蔵法師伝』（興福寺本=重要文化財、ほか）などがある。
日本語を記した辞書として10世紀ごろには既に『和名類聚抄』が作られていたが、院政期にも新たな動きがあった。撰者未詳の図書寮本『類聚名義抄』（1100年頃）と、橘忠兼の『色葉字類抄』（2巻本1163年-1165年頃成立、3巻本1177年-1181年頃成立）がそれである。前者は部首別に分類された漢字の読みや意味を出典とともに掲げたものであり、鎌倉時代に入ったのちは大幅に改編され、観智院本が作られた。後者はイロハ別・意義分野別に分類された語の読みから漢字を引くものであり、こちらも増補されて10巻本『伊呂波字類抄』が作られた。ともに後世の国語辞書に与えた影響が大きい。
また明覚によって漢字や梵字の発音の研究も行われた。明覚には、『反音作法』『梵字形音義』『悉曇要訣』などの著作がある。

### 歴史研究
院政期は、六国史のような官撰の歴史書が編まれなくなった一方、上述のように歴史物語がさかんに著された時代であった。他方、六国史の流れをくむ歴史書には『日本紀略』、『扶桑略記』、『本朝世紀』などがある。
- 『扶桑略記』は寛治8年（1094年）以降の堀河天皇代に比叡山功徳院の僧皇円が編纂したとされる私撰の歴史書である。六国史の抄本的役割を担っており、後世に与えた影響が大きい。

- 『本朝世紀』は鳥羽上皇の命により、信西（藤原通憲）が編纂した歴史書である。成立したのは久安6年（1150年）以降で、平治の乱によって信西が死んだことにより未定稿であるうえ、散逸も著しい[184]。しかし、平安時代後期の朝廷と政治の好史料となっている。

### 儀式書
朝廷でおこなわれる儀式次第を定めたのが儀式書である。院政期には大江匡房があらわれて『江家次第』を編録し、前代の藤原公任『北山抄』、藤原実資『小野宮年中行事』と合わせ、王朝儀式書の鏡として重用された。このほか、院政期には藤原為房『撰集秘記』や源有仁の『叙位抄』『秋玉秘抄』など部門別儀式書や儀式分類記的な著作が編まれるようになった。

### 太平御覧
当時の中国では印刷術が発達し、日本でも「摺本（すりほん）」と称して好学の人びとが中国の印刷本を珍重した。そうしたなかで特に著名なのが、『太平御覧』である。『太平御覧』は、宋代の初期に成立した類書の一つで、古くからのあらゆる書を引用し、55部門に分類編集した千巻におよぶ一種の大百科全書である。瀬戸内航路の確保、対外貿易の拠点となる大宰府の把握、摂津国大輪田泊の修築・宋船入港許可などによって日宋貿易を拡大した平清盛は、治承3年（1179年）に太平御覧を購入して書写させ、写本は手元において、摺本を言仁親王（のちの安徳天皇）に献上している。

## 服飾

強装束の一例
『絹本着色伝源頼朝像』

貴族の装束がそれまでの柔らかなシルエットの萎装束（なえしょうぞく）より、大振りで角が切り立ったかのような強装束（こわしょうぞく）を用い始めたのもこの頃である。
摂関期の頃の公家の着用した萎装束は全体的にゆったりと出来ており、服の生地自体も薄く柔らかなものであった。しかし院政期に入ると、厚い生地に強く糊をかけ、強張った印象へと変化していった。冠も漆を塗って硬化させ、従来、後部に垂れ下がって風が吹くとたなびいていた纓（えい）も、一旦上に上げてから下に垂らすようになった。全体として、優美さを見せることよりも、威儀を正すことへの推移がみてとれ、こうした変化は武士階級が好んだ。